# Здоровий спосіб життя
Здоровий спосіб життя (скорочено «ЗСЖ») — це раціональне та ефективне використання власних життєвих ресурсів.

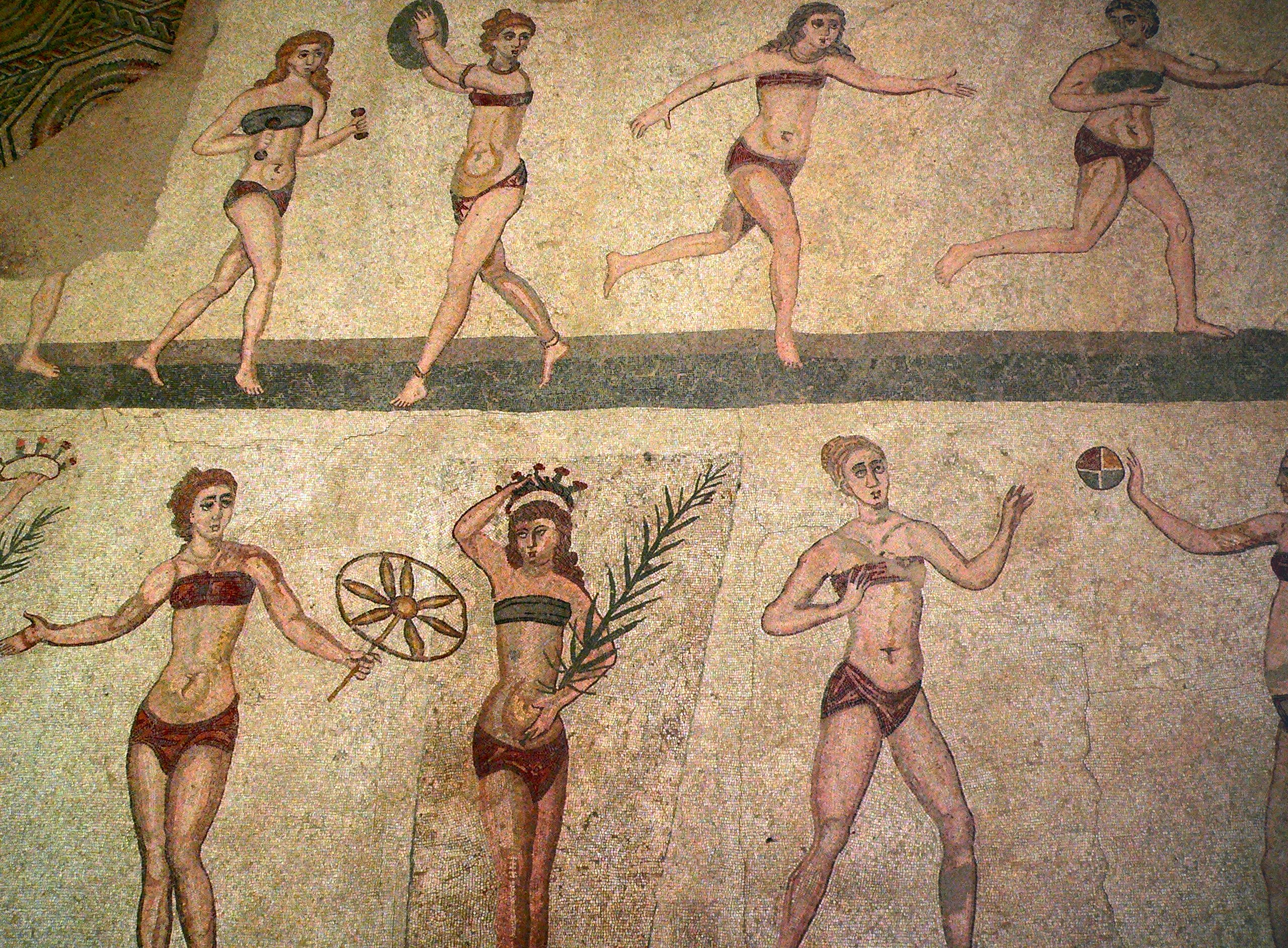
Молоді римлянки змагаються, із врученням переможниці корони та пальмової гілки, IV ст. н.е. Вілла Романа дель Казале

ЗСЖ включає: раціональне та здорове харчування, регулярну фізична активність, якісний та достатній сон, психічну рівновагу та контроль рівня свого стресу, безпечні умови життя та праці, соціальне здоров'я — позитивні взаємовідносини з родиною, близькими та друзями, духовний розвиток та можливість для самоактуалізації та самореалізації, регулярні загартовування та діяльність направлення на збільшення власної енергійності, продуктивності, ефективності, спортивних результатів, омолодження свого біологічного віку, та збільшення власного рівня щастя та щастя близьких людей.

## Визначення здоров'я
Тлумачення «здоров'я» запропоноване ВООЗ 1948 року:
Стан повноцінного фізичного, психічного та соціального добробуту, а не лише відсутність хвороб чи фізичних дефектів.
Біопсихосоціальна модель здоров'я розвиває це тлумачення, акцентуючи на важливості оптимальної взаємодії між біологічними, психологічними та соціальними факторами у визначенні здоров'я.

## Складові здорового способу життя

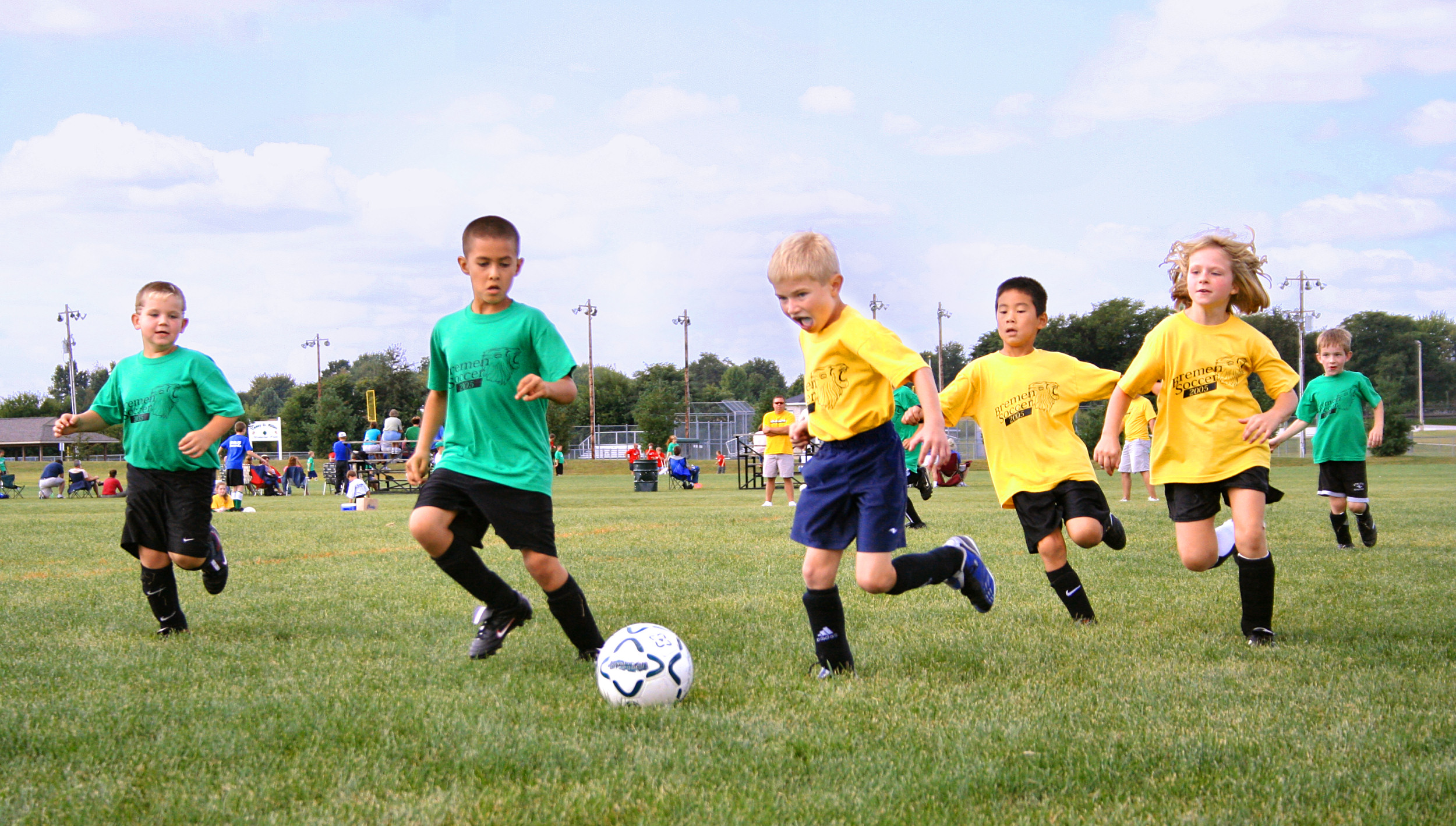
Фізична активність є однією з основ здорового способу життя

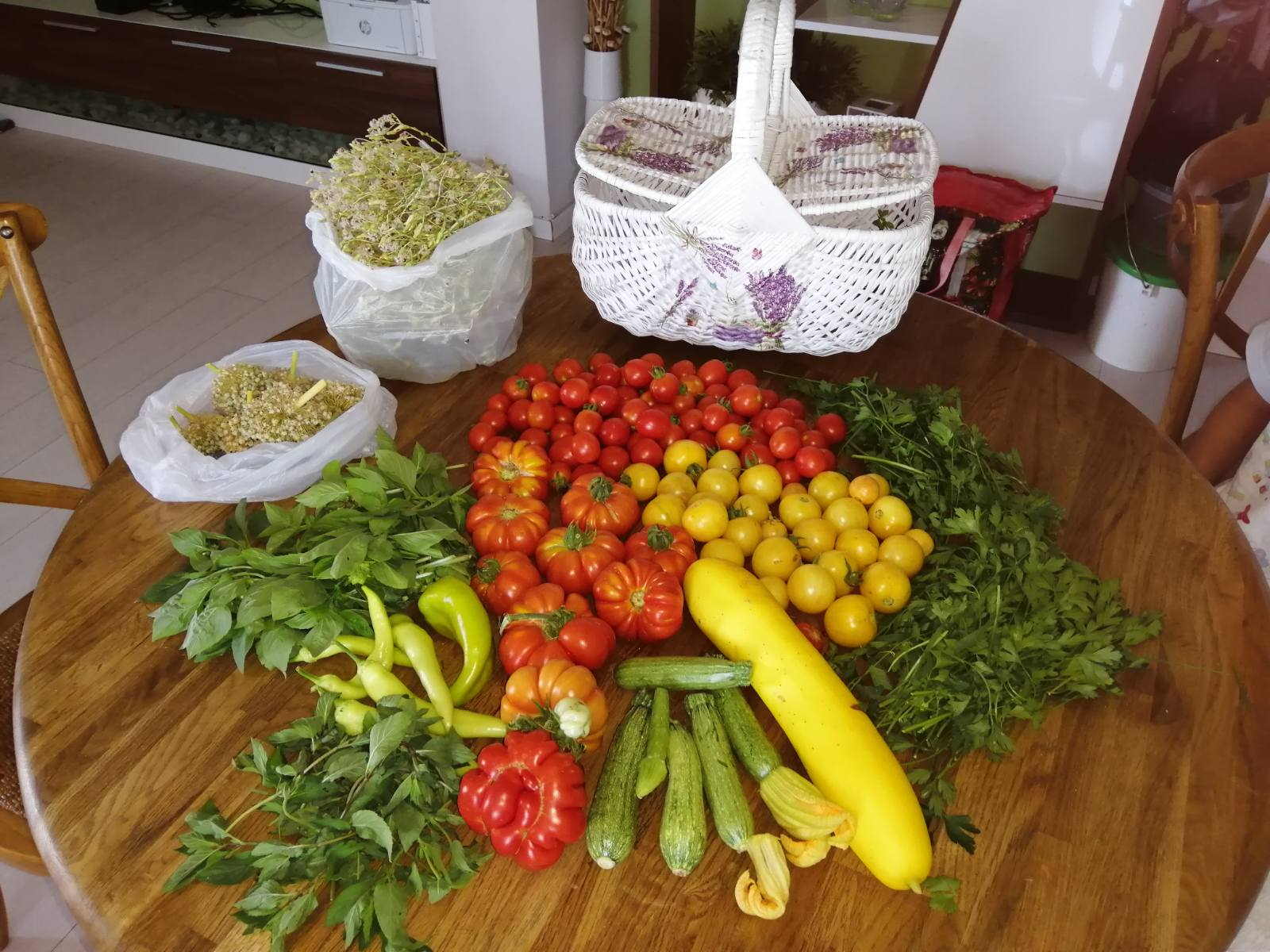
Регулярне споживання фруктів, овочів, горіхів, та регулярні фізичні вправи достовірно підвищують рівень щастя та здоров'я.

Здоровий спосіб життя це поєднання звичок та дій, що впливають на усі сфери здоров'я — фізичне психічне, соціальне і духовне.
Найважливіші з цих звичок та дій можливо поділити на такі сфери:
- Харчування: зокрема споживання якісної питної води, необхідної кількості білків, жирів, вуглеводів, вітамінів, мікроелементів та фітонутрієнтів.
- Фізична активність: фізичні вправи, фізична культура, силові тренування, спорт, і повсякденна фізична активність.
- Умови побуту: якість житла, з наявністю умов для фізичного і психічного розслаблення і активного відпочинку; рівень психічної і фізичної безпеки на просторах життєдіяльності.
- Умови праці: безпека не лише у фізичному, а й психічному сенсі, наявність заохочень і умов професійного розвитку.

## Рекомендації
До основних порад відносяться розвиток в таких галузях життя — харчування, фізична активність, сон, психологічна рівновага, загартовування.
Дослідження 2021 року, яке охопило понад 40 тис. сімей у Великій Британії, показало, що регулярне споживання фруктів, овочів та регулярні фізичні вправи підвищують рівень щастя, незалежно від рівня доходів, місця проживання, статі, освіти та вікової групи.
Інше рандомізоване клінічне дослідження 2021 року 43 здорових людей у віці від 50 до 72 років показало, що 8 тижнів здорового способу життя — рослинно-орієнтована дієта, достатній та якісний сон, фізичні вправи та активне розслаблення, прийом пробіотиків та фітонутрієнтів — омолодили біологічний (епігенетичний) вік людей у середньому на 3,2 роки (p=0.018).

### Харчування

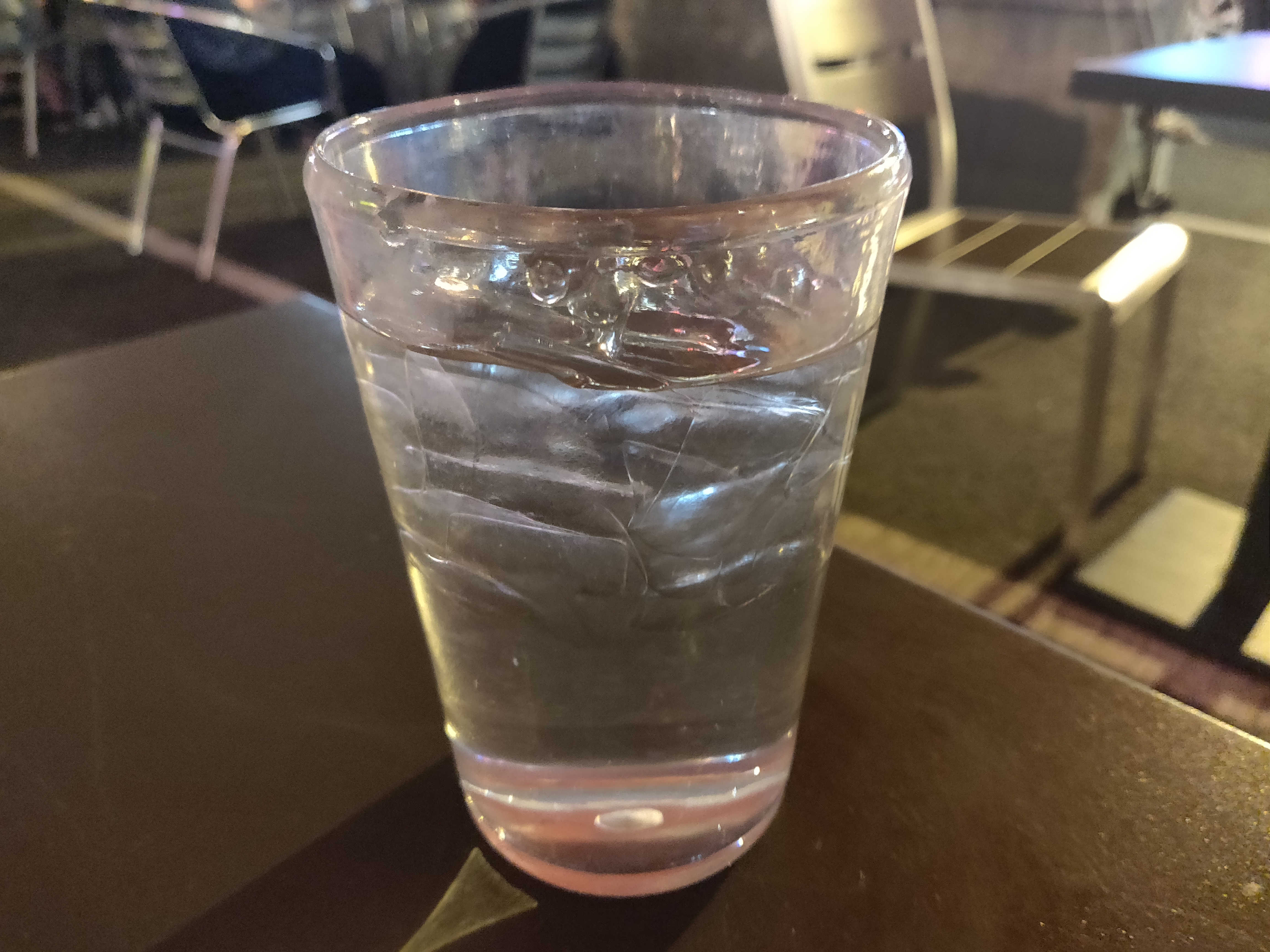
Добова потреба води — 3-4% від маси тіла. Щоб легко визначити скільки це — потрібно розділити свою вагу на 30.

Осн. статті: Здорове харчування, Раціональне харчування, Нутрігеноміка, Середземноморська дієта, Супер'їжа, Вегетаріанство, Інтервальне голодування, Натуропатія.
Раціональне харчування є основою здоров'я та профілактики різноманітних захворювань, і сприяє здоровому довголіттю та омолодженню. Раціональне харчування — це харчування, яке задовольняє енергетичні, пластичні та інші потреби організму і забезпечує необхідний рівень обміну речовин (гомеостаз).
Раціональне харчування передбачає споживання достатньої кількості якісної питної води (3-4% від ваги тіла за добу) та потрібної кількості білків, жирів, вуглеводів, вітамінів, мікроелементів, клітковини.
Регулярне споживання фруктів та овочів, горіхів, цільнезернових, клітковини, жирної морської риби та/або омега-3 жирних кислот, рослинного білку, оливкової олії знижує ризики багатьох хронічних захворювань та смертності від них.
Різноманіття раціону необхідно для формування та збереження різноманітної мікробіоти кишки. Різноманіття складу мікробіоти (різних видів мікроорганізмів) є однією з основних умов здоров'я кишки та організма в цілому. Тому для здоров'я мікрофлори кишки доцільним є вживання якомога більшої кількості різних продуктів з високим вмістом клітковини, особливо фруктів та овочів, спецій та ферментованих продуктів.
Інтервальне голодування може допомогти при ожирінні, інсулінорезистентності (і, як наслідок, метаболічному синдромі та цукровому діабеті II типу), порушені ліпідного профілю крові (дисліпідемія), артеріальній гіпертензії та запаленні. Огляд 2022 року показав, що інтервальне голодування загалом безпечне.

#### Вода
Добова потреба чистої питної води становить 3-4% від ваги тіла за добу.

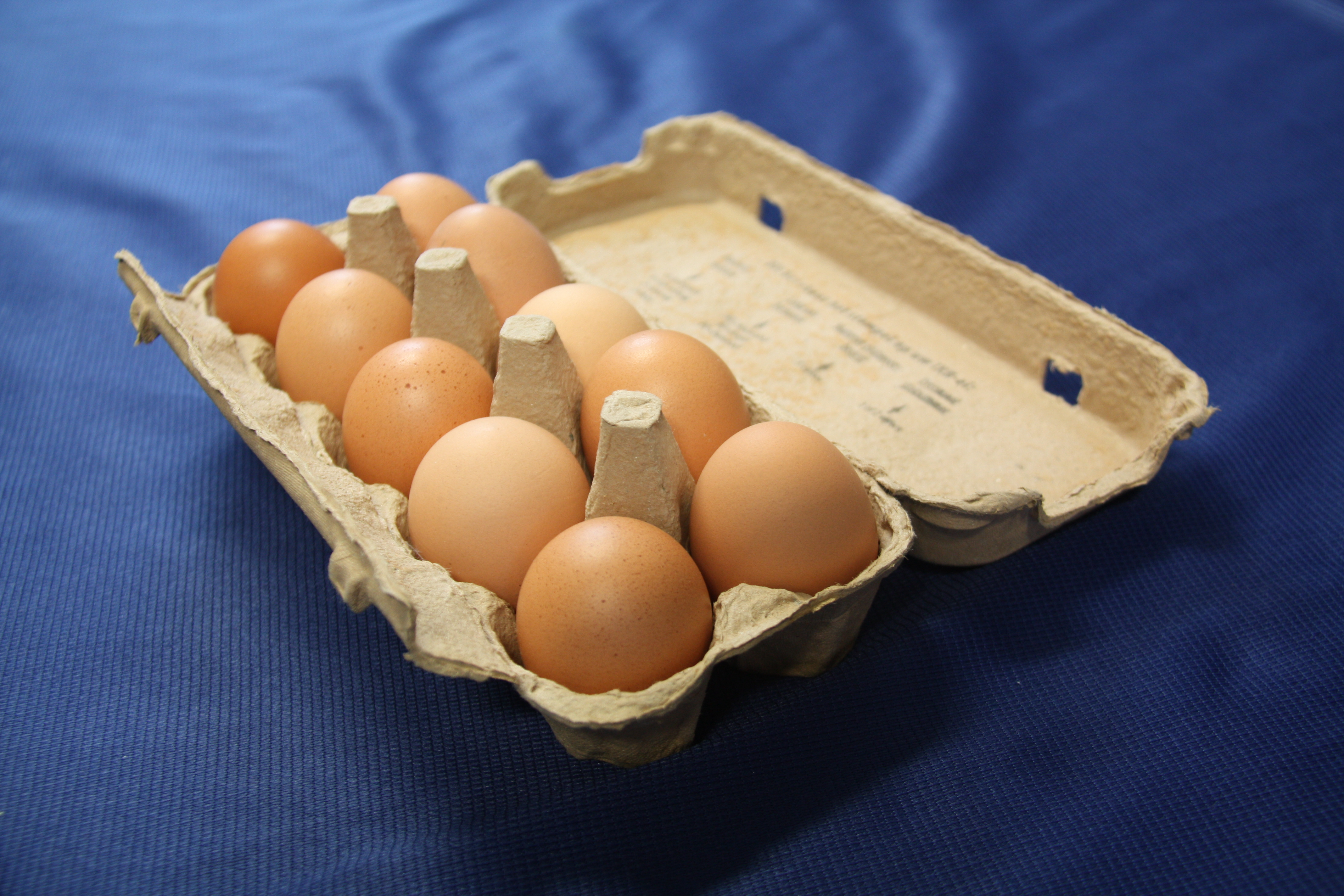
Курячі яйця — одне з кращих джерел білку для людини. Вони містять всі амінокислоти, багато корисних жирів (лецитин, холін) та вітамінів.

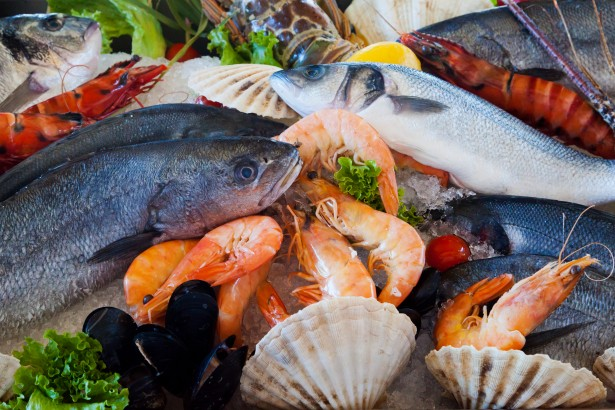
Морепродукти — джерело білку, корисних жирів (Омега-3), вітамінів та мікроелементів. Скумбрія та криль антарктичний — найкращі джерела Омега-3 жирних кислот.

#### Білки (протеїни)
- Білкові продукти повинні складати близько 20-25 % раціону. Це основний будівельний матеріал тканин тіла. Білки складають основу структурних елементів клітин i тканин тіла людини, входять до складу ферментів, беруть участь у виробленні імунітету.
- Харчова цінність білка залежить від його амінокислотного складу та біодоступності (засвоюваності). Одним з найкращих джерел білку для людини є курячі яйця[51][52] — вони містять всі необхідні амінокислоти, майже повністю засвоюються, і, до того ж, мають високий вміст корисних жирів, вітамінів, мікроелементів. Раніше вважалось, що вживання курячих яєць збільшує рівень холестерину в крові, і що це погано для здоров'я. Нові дослідження показали[54][55], що немає зв'язку із рівнем холестерину в крові і помірним (1-4 на добу) вживанням курячих яєць.  Холестерин також необхідний для організму, з нього утворюються стероїдні гормони, мембрани та значний відсоток нервової системи. Більше того, курячі яйця можуть навпаки сприяти зменшенню холестерину та покращенню здоров'я серцево-судинної системи[56], завдяки високому вмісту корисних жирів[57] та вітамінів (лецитин, холін; вітамін B3). Мета-аналіз 2017 року показав, що вживання одного яйця щодня не пов’язане зі збільшенням серцево-судинних захворювань або смертності від усіх причин та, ймовірно, пов’язане з меншим ризиком інсульту порівняно з низьким споживанням курячих яєць (1 яйце на тиждень).[58]
- Джерела білків: яйця, риба, бобові та сочевиця, м'ясні продукти, молочні продукти, насіння та горіхи, гриби. Еталонним харчовим білком для людини є курячі яйця[51][52] — вони містять всі необхідні амінокислоти, майже цілком засвоюються, і до того ж мають високий вміст корисних жирів, вітамінів, мікроелементів.
- Добова потреба білку приблизно 0,6-1,4 г/кг бажаної маси тіла[59][60], для набору м'язової маси приблизно 1.5-2.2 г/кг бажаної маси тіла[60], разом з силовими тренуваннями[61]. Синтез білка обмежується тією незамінною амінокислотою, яка надходить в організм в мінімальній кількості. Тобто, для повноцінного синтезу білка недостатньо просто вживати багато білку — білок має бути повноцінним та містити усі незамінні амінокислоти.
- Коефіцієнт зношування Рубнера — це кількість білка, яка при безбілковій дієті розпадається за добу — 25-28 грам. На основі цього коефіцієнту були прийняті:
  - Білковий мінімум – найменша кількість білка в добовому раціоні, яка забезпечує рівновагу розпаду-синтезу білка — 35 грам білка на добу, або 0,5 г/кг маси тіла на добу. Це більше коефіцієнту зношування, тому що харчовий білок засвоюється не повністю, та його амінокислотний склад може не повністю відповідати потребам організму.
  - Білковий оптимум — кількість білка в організмі, яка забезпечує не тільки рівновагу розпаду-синтезу білка (азотиста рівновага), а й добре самопочуття, максимальну працездатність і стійкість до несприятливих факторів. Білковий оптимум складає 80-100 г білка на добу.

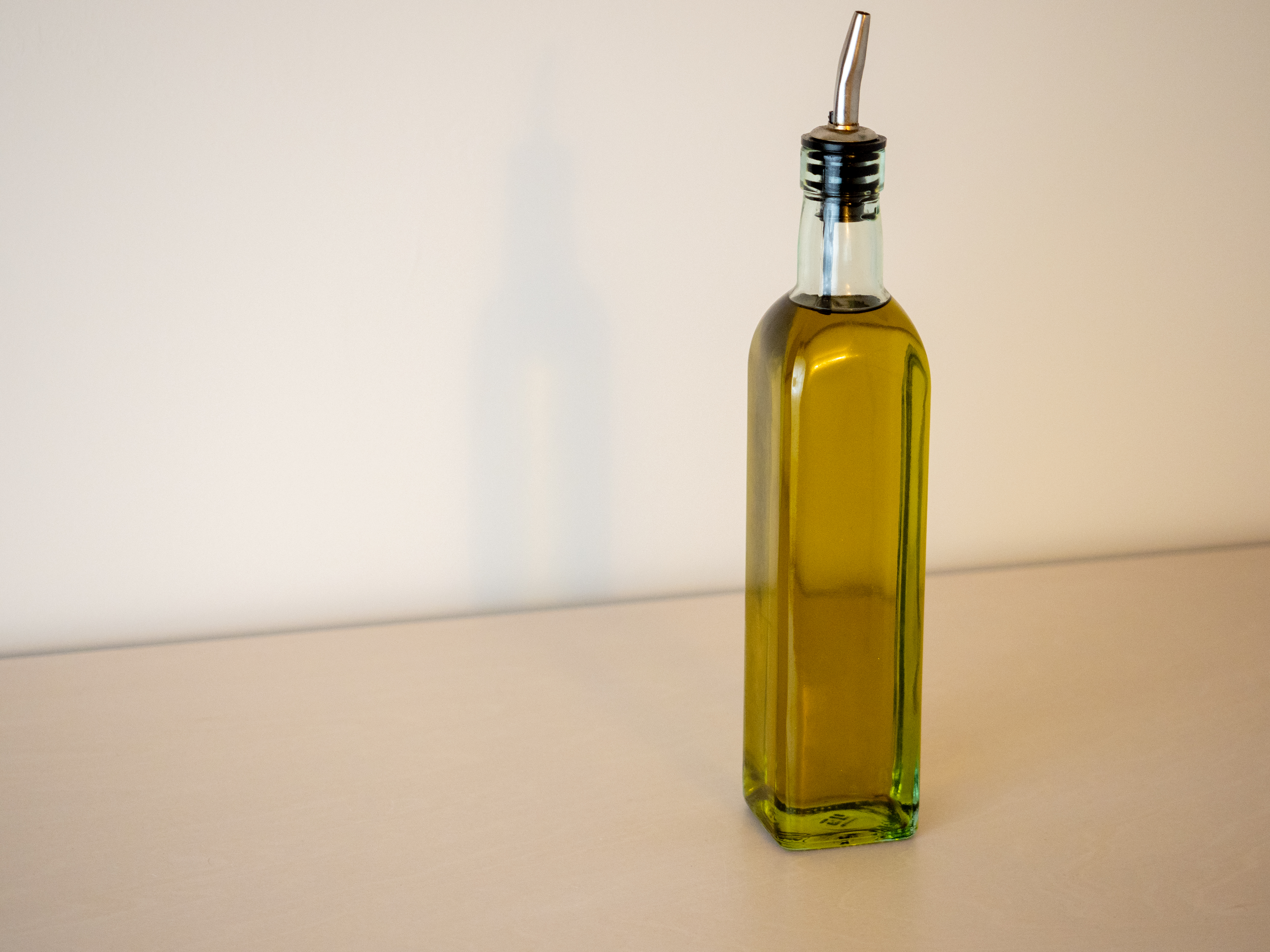
Регулярне споживання оливкової олії знижує ризики багатьох хронічних захворювань та смертності від них.

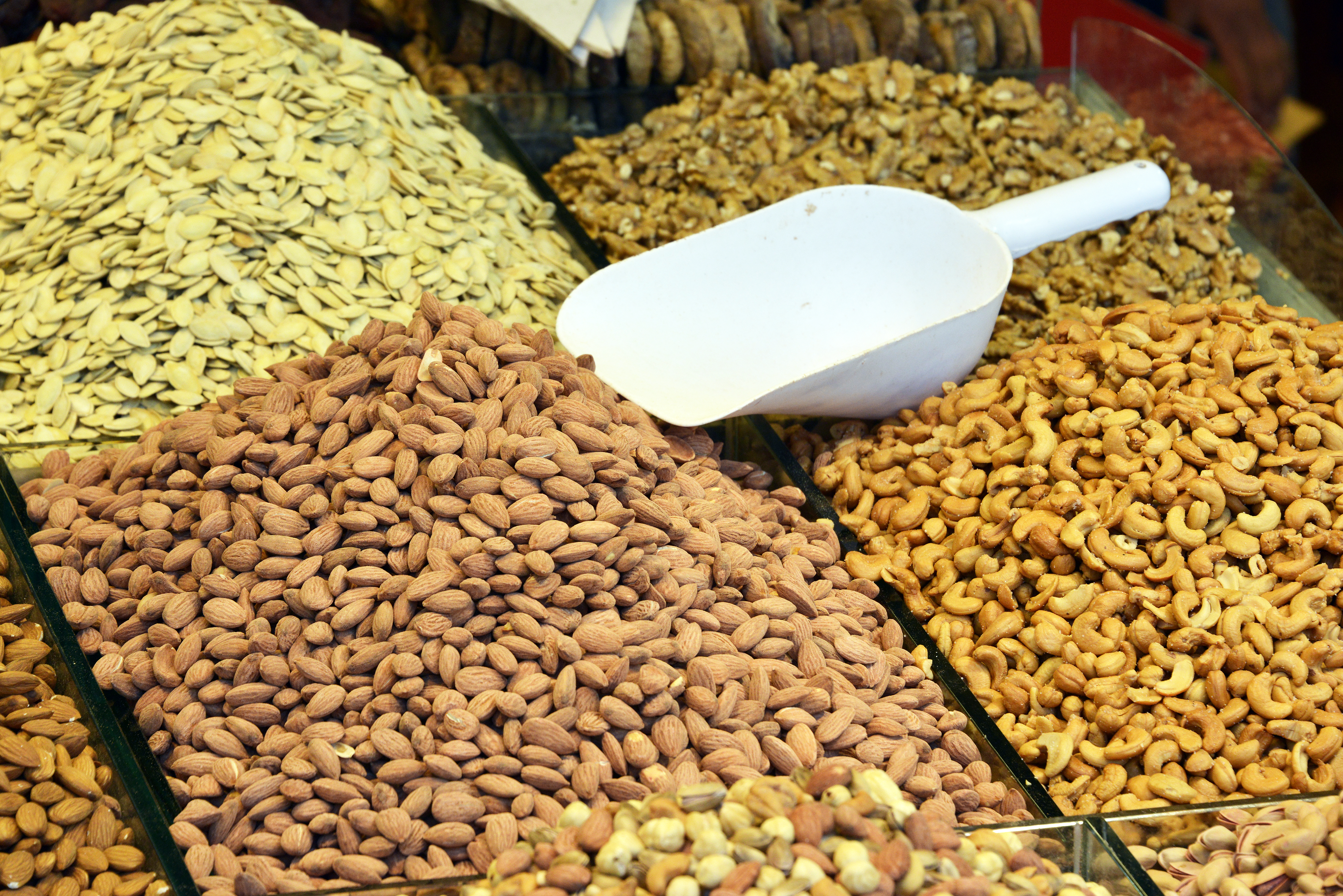
Горіхи — суперфуд, багатий на корисні жири, якісний білок, вітаміни та мікроелементи. Регулярне споживання горіхів зменшує ризики багатьох хронічних захворювань.

#### Жири (ліпіди)
- Вміст жирів у щоденному раціоні мусить бути близько 20-40%. Добова потреба 80-100 г. Енергетична цінність 1 г жиру складає 9.3 ккал (39.1 кДж).
- Жири — це пластичний (компоненти мембран клітин, попередники гормонів) і енергетичний матеріал в організмі, жири забезпечують смакові якості їжі і відчуття насичення, сприяють всмоктуванню жиророзчинних вітамінів (A, D, E, K).
- Основні джерела — олія та масло, яйця, жирні морепродукти, горіхи та насіння, м'ясні продукти, молочні продукти, авокадо. Зауважимо, що транс-жири, які часто зустрічаються у стравах закладів швидкого харчування та перероблених продуктах (фаст-фуд, снеки, солодощі), є канцерогенами і можуть сприяти серцево-судинним захворюванням.)[63][64][65] Найкращим регулярним джерелом жирів для здорового харчування вважаються ненасичені жири, які зокрема містяться в оливковій олії. Відомо, що вона зміцнює стінки артерій і є важливою складовою так званої середземноморської дієти[42][66]. Дієтологи радять використовувати її замість маргарину, вершкового масла та інших олій, щоби знизити кількість калорій у власній дієті й збагатити раціон незамінними поліненасиченими жирними кислотами.
- Добова квота жирів має містити 50–70% тваринних жирів та 30–50% рослинних жирів. Рослинні жири й олії містять необхідні та незамінні поліненасичені жирні кислоти (оливкова олія, лляна, конопляна тощо); тоді як тваринні жири багаті на холестерол.
  - Точка димлення є максимально допустимою для певної олії температурою для приготування їжі. Наприклад, лляна олія має найменшу точку димлення і не підходить для смаження, а конопляна олія та олія волоського горіха підходять для смаження тільки на маленькому вогні.
  - Омега-3 жирні кислоти проявляють користь для здоров’я при серцево-судинних захворюваннях, діабеті, депресії, віковому зниженні когнітивних функцій, та деяких інших хворобах.[67]
  - Систематичний огляд і мета-аналіз 38 проспективних когортних досліджень, що включали 811 069 учасників з оцінкою дієтичного споживання і 65 411 учасників з вимірюваннями біомаркерів, показав, що більш високе споживання поліненасиченої омега-6 лінолевої жирної кислоти, оцінене за допомогою дієтичних опитувань або біомаркерів, було пов'язане з дещо нижчим ризиком смертності від усіх причин, ССЗ та раку. Ці дані підтверджують потенційні довгострокові переваги споживання поліненасичених жирних кислот (ПНЖК) щодо зниження ризику серцево-судинних захворювань і передчасної смерті.[68] Але Омега-6 жирні кислоти мають споживатись разом з Омега-3 жирними кислотами, і в оптимальному співвідношенні, про що описано нижче, тому що забагато Омега-6, особливо при нестачі Омега-3, є шкідливим.[69][70]
- Під час харчування важливо дотримуватись корисного співвідношення жирних кислот (Омега-6/Омега-3) які містяться в їжі[71]. Обидва види жирних кислот потрібні для організму, але Омега-6 у високій кількості мають про-запальний ефект, тобто збільшують запалення в організмі. Омега-3 — навпаки мають проти-запальний ефект і зменшують рівень загального запалення в організмі. За останнє століття значно збільшилось загальне споживання жирів людьми, особливо насичених жирів, Омега-6 і транс жирів; тоді як споживання Омега-3 зменшилось. Чим більше коефіцієнт Омега-6/Омега-3 (тобто чим більше Омега-6, порівняно з Омега-3 в крові), тим більше ризик розвитку ожиріння та багатьох хронічних хвороб.[72][73] Оптимальним вважається співвідношення Омега 6/3 від 4:1 до 1:1.[71] Багато рослинних олій мають значно вищі показники, тому при їх споживанні варто додатково збалансовувати раціон джерелами Омега-3 жирних кислот.[74][75]
  - Їжа з високим вмістом Омега-3 жирних кислот:
    - морепродукти: скумбрія, тріска, лосось, тунець, криль;
    - рослинна олія: лляна (1:4), олія розторопші (1:1), конопляна (2:1-3:1[76]), волоського горіха (5:1[77]), оливкова олія 10:1;
    - горіхи: волоський, макадамія;
    - насіння: льон, конопля, чіа.

  - Їжа з високим вмістом Омега-6 жирних кислот:
    - рослинна олія: олія виноградних кісточок (374:1), соняшникова олія (311:1), мигдалева олія, гарбузова олія (79:1), кунжутова олія (50:1), арахісова олія;
    - насіння: соняшник, гарбуз, кунжут;
    - горіхи: мигдаль, арахіс.
- Холестерол (холестерин) — це воскоподібна жироподібна речовина, яка є важливим компонентом клітинних мембран і бере участь у синтезі гормонів, жовчних кислот і вітаміну D. Організм може виробляти холестерол самостійно, головним чином у печінці, але його також можна отримувати з харчових джерел. Дієтичний холестерин міститься лише в продуктах тваринного походження, таких як вершкове масло, яйця, м’ясо, птиця, морепродукти, та молочні продукти. 
  - Приблизно 25% всього холестеролу організму людини міститься в мозку, 20% в печінці, 15% в наднирниках (з холестеролу в наднирниках утворюються стероїдні гормони).[78]
  - В крові людини циркулює два основних типи холестерин: холестерин ліпопротеїнів низької щільності (ЛПНЩ), який зазвичай називають «поганим» холестерином, і холестерин ліпопротеїнів високої щільності (ЛПВЩ), який часто називають «хорошим» холестерином. ЛПНЩ і ЛПВЩ — це ліпопротеїни, які є складними частинками, що складаються з холестерину та тригліцеридів (ліпіди) та білків (протеїни). Вони відіграють вирішальну роль у транспортуванні та метаболізмі холестерину та інших жирів в організмі.
    - ЛПНЩ, який часто називають «поганим» холестерином, відповідає за перенесення холестерину з печінки до клітин по всьому тілу. Коли рівень холестерину ЛПНЩ у крові високий, існує більша ймовірність відкладення холестерину на стінках артерій. З часом це може призвести до накопичення бляшок, процесу, відомого як атеросклероз. Атеросклероз може звужувати та ущільнювати артерії, що призводить до зниження кровотоку та підвищення ризику серцево-судинних подій, таких як інфаркт або інсульт. Окрім транспортування холестерину, ЛПНЩ може модулювати імунну відповідь і сприяти запаленню. Підвищені рівні окисленого ЛПНЩ пов’язані з підвищеним ризиком атеросклерозу та серцево-судинних подій через його прозапальні та проатерогенні властивості.[79] Проспективне когортне дослідження 14 035 дорослих американців 2022 року показало, що як дуже низькі, так і дуже високі рівні холестерину ЛПНЩ пов’язані зі збільшенням смертності. Особи з рівнем холестерину ЛПНЩ нижче 70 мг/дл мали вищий ризик смертності від усіх причин, смертності від серцево-судинних захворювань та специфічної смертності від інсульту, але не мали підвищеного ризику смертності від ішемічної хвороби серця порівняно з особами з рівнем холестерину ЛПНЩ 100- 129,9 мг/дл. Навпаки, люди з рівнем холестерину ЛПНЩ 190 мг/дл або вище мали вищий ризик смертності від серцево-судинних захворювань та смертності від ішемічної хвороби серця, але не мали підвищеного ризику смертності від інсульту порівняно з людьми з рівнем холестерину ЛПНЩ 100-129,9 мг/дл.[80]
    - ЛПВЩ, широко відомий як «хороший» холестерин, виконує протилежну функцію ЛПНЩ. Він транспортує надлишок холестерину з клітин і тканин назад у печінку для виведення або переробки. Цей процес, який називається зворотним транспортом холестерину, допомагає запобігти накопиченню холестерину в артеріях і знижує ризик атеросклерозу та серцево-судинних захворювань. Окрім крім зворотного транспорту холестерину, ЛПВЩ мають протизапальні, антиоксидантні та антитромботичні властивості, які сприяють його захисній дії на серцево-судинну систему. ЛПВЩ також допомагає модулювати імунні відповіді та підтримувати функцію ендотелію, що важливо для належного здоров’я кровоносних судин.[81][82][83]

  - Раніше вважалося, що споживання продуктів з високим вмістом холестерину підвищить рівень холестерину в крові та збільшить ризик ССЗ. Однак нещодавні дослідження показали, що для більшості людей холестерин у їжі має мінімальний вплив на рівень холестерину в крові та ризик серцево-судинних захворювань.[84] Натомість було виявлено, що насичені жири та трансжири мають більш значний вплив на рівень холестерину в крові та ризик ССЗ.[85] Огляд 2019 року 17 когортних досліджень щодо впливу вживання холестерину на ризик ССЗ показав, що 12 досліджень показали відсутність суттєвого зв’язку між інсультом, подіями ІХС або смертю від ІХС і холестерином у їжі; 8 досліджень виявили відсутність суттєвого зв’язку між вживанням холестерину і смертністю від ішемічної хвороби серця (ІХС), тоді як 3 дослідження показали позитивний зв’язок із смертністю від ІХС.[86] Одне дослідження, проведене Шведською когортою мамографів[87], показало вищий ризик ішемічного інсульту і трохи нижчий ризик геморагічного інсульту при високому споживанні холестерину, тоді як інше дослідження Японського дослідження здоров’я дорослих[88] показало, що вищий рівень споживання холестерину пов’язаний із меншим ризиком ішемічного інсульту.

#### Вуглеводи
- Вміст вуглеводів у щоденному раціону близько 30-50%, або 400-500 грам. Енергетична цінність 1 г вуглеводів складає 4.1 ккал (17.1 кДж).
- Вуглеводи використовуються як джерело енергії та пластичними матеріалами (входять до складу гліколіпідів, глікопротеїнів, де "гліко" - це вуглевод).
- З кожних 100 г надлишкових вуглеводів, особливо сахарози цукру, синтезується близько 30 г жирів.
- Основні джерела: каші (вівсяна, перлова, пшенична тощо), свіжі фрукти та овочі, бобові (квасоля, горох), сочевиця, гриби, картопля, кукурудза, хліб.
- Обов'язковим компонентом їжі, який відноситься до категорії вуглеводів, є харчові волокна (клітковина, пектини, геміцелюлоза), які повинні складати не менше 5% (25 г для жінок і 38 г для чоловіків[89]) від загальної кількості вуглеводів.

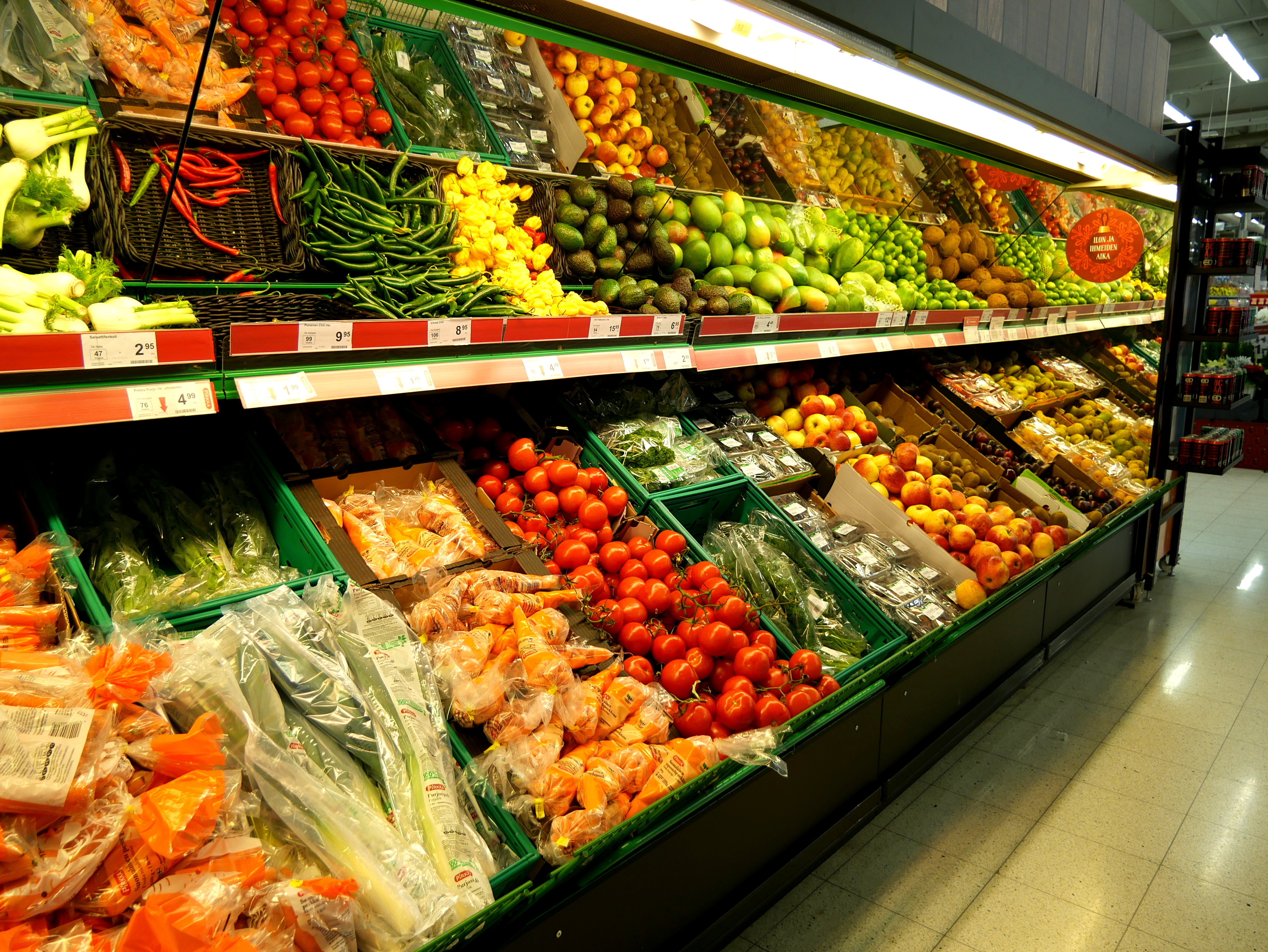
Свіжі фрукти та овочі — джерело харчових волокон, необхідних для живлення мікробіоти кишки, а також вуглеводів, вітамінів, мікроелементів та фітонутрієнтів (каротиноїди, флавоноїди, таніни, лігніни, терпени, пектини, фенольні кислоти, стерини та інші).

#### Харчові волокна
- Харчові волокна (клітковина), яка входить до складу овочів, фруктів, спецій, грибів, водоростей та цільнозернових, є натуральним пребіотиком, тобто в кишці людини розщеплюється за участі бактеріальної флори — мікробіоти кишки (мікрофлори; мікробіому).
- Клітковина необхідна для живлення мікробіоти кишки, яка живить організм людини корисними молекулами — ферменти, білки, коротколацюгові жирні кислоти (бутират)[90], вітаміни, пептиди та амінокислоти, біосурфактанти, органічні кислоти.[91][92] Також клітковина підтримує здоров'я шлунково-кишкового тракту; посилює перистальтику (моторику) та проходження їжі по кишці; покращує виведення токсичних речовин; та загалом оптимізує процеси травлення, здоров'я шлунково-кишкового тракту[36][89] та здоров'я в цілому[36].
- Мінімальна добова потреба клітковини — 25 г для жінок і 38 г для чоловіків[89].
- Основні джерела — овочі (особливо коренеплоди та зелень), фрукти (яблука, банани, ягоди, цитрусові, та всі інші фрукти), висівки (клітковина), цільно-зернові каші, бобові, спеції, насіння, гриби та водорості, ферментовані продукти (містять і клітковину, і корисні бактерії, що її перетравлюють і заселяють кишку людини (квашена капуста, кефір, йогурт, натто, кімчі)).

#### Вітаміни
Осн. стаття — Вітаміни.
Вітаміни необхідні для життєдіяльності живого організму в малих дозах, і не утворюються в самому цьому організмі в достатній кількості, через що повинні надходити із їжею.
Існують такі вітаміни
- A, D, E, K (жиророзчинні)[93];
- C, B1, B2, B3, B4, B5, B6, B7, B8, B9, B12 (водорозчинні)

#### Мікроелементи
- Мікроелементи: Mg, Ca, P, K, Na, Fe, Zn, Se, I, Cr, S, Li, Mn, Si, Cu.

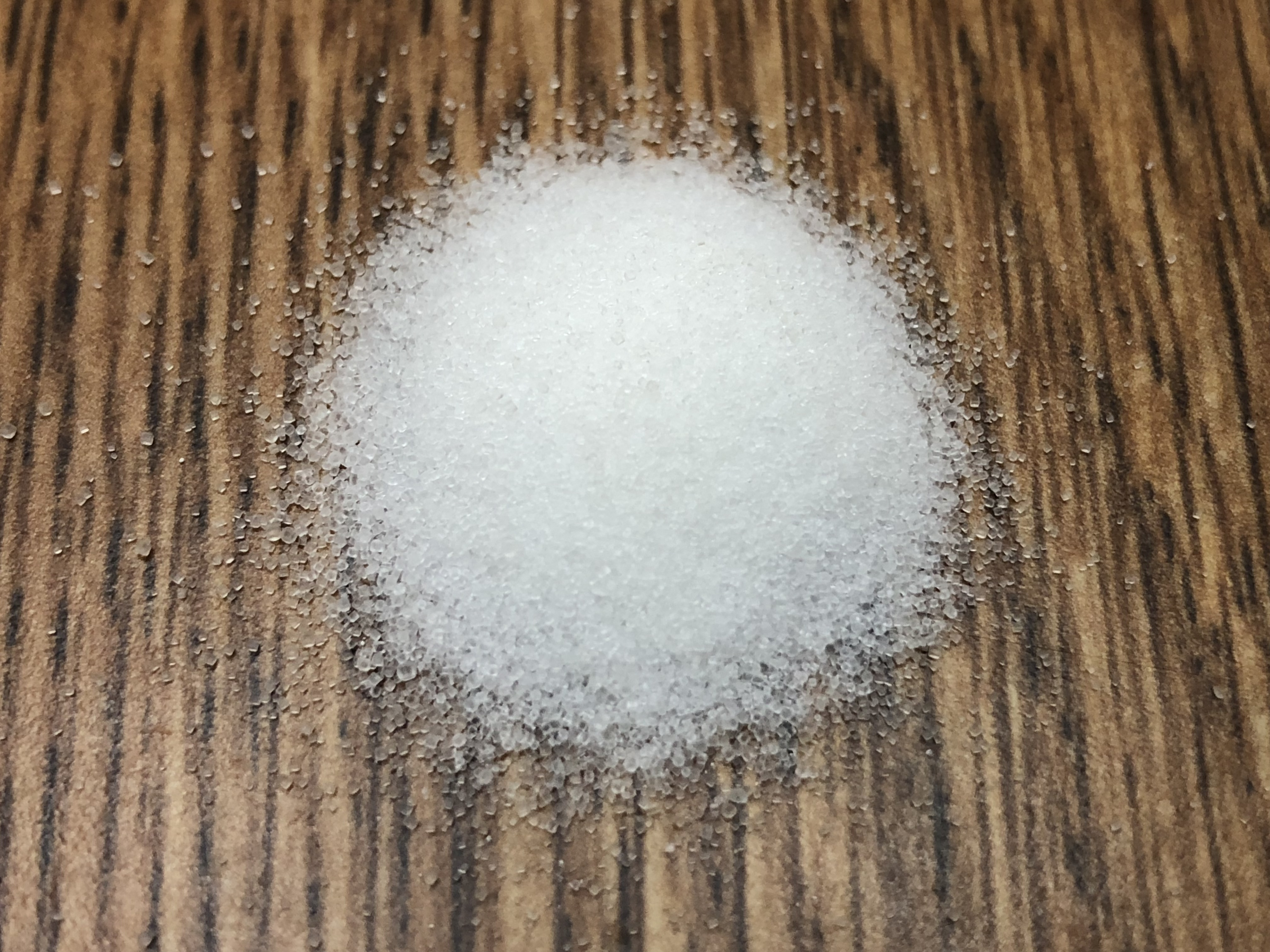
Йодована сіль — основне джерело йоду в регіонах з йододефіцитом (Україна).

  - Йодована сіль — основне джерело йоду в регіонах з йододефіцитом (Україна).Йод: рекомендована добова норма споживання Йоду для дорослих — 150-200 мкг[94]. Це приблизно 5г йодованої солі. Також йод міститься в (мкг/100г): морських водоростях (особливо коричневих), морепродуктах (сайда (400), пікша(400), лангустин (300), тріска(150), скумбрія атлантична (50), оселедець (50), анчоус (50), морський окунь, краб, лобстер), яйцях (1 яйце = ~20 мкг Йоду).[95][96] Експерти ВООЗ вважають безпечною дозу йоду в 1000 мкг (1 мг) на добу[97].
  - Магній: добова потреба 420 мг для дорослих чоловіків та 500 мг для дорослих жінок[94][98][99] Джерела (мг/100г; за зменшенням вмісту): насіння гарбуза (500), мигдаль (250), кеш'ю (250), шпинат (80), чорні боби (60), чіа, кіноа, тофу, какао, авокадо.[99]
  - Добова потреба Кальцію: 1200-1300 мг для дорослих чоловіків та 1100-1300 мг для дорослих жінок[94].
  - Добова потреба Фосфору: 1200 мг для дорослих чоловіків та для дорослих жінок[94].
  - Добова потреба Заліза: 15 мг для дорослих чоловіків та 17 мг для дорослих жінок[94].
  - Добова потреба Цинку: 15 мг для дорослих чоловіків та 12 мг для дорослих жінок[94].
  - Добова потреба Селену: 70 мкг для дорослих чоловіків та 50 мкг для дорослих жінок[94].

#### Фітонутрієнти
Фітонутрієнти — це біологічно активні неаліментарні складові їжі, які містяться в рослинних продуктах, переважно свіжих — фрукти, овочі та зелень, горіхи, спеції, гриби, водорості, продукти бджільництва та супер'їжі. Вони не виконують пластичної та енергетичної функції, як білки, жири та вуглеводи, але необхідні для здорового перебігу різноманітних біохімічних процесів.
- Фітонутрієнти необхідні для здоров'я організму — зменшення запальних процесів, посилення регенеративних процесів, збільшення резистентності хворобам та їх профілактики[100], для здоров'я мікробіоти кишки[101][102], для здоров'я мозку[103] та печінки[104][105], для протидії вільним радикалам[106], омолодження біологічного віку[107] та здорового функціонування організму загалом.[108][109]
- Поліфеноли (флавоноїди; таніни, лігнани, фенольні кислоти, дубильні речовини), каротиноїди, терпени, пектини, індоли, сіркоорганічні сполуки, капсаїцин — різноманітні фітонутрієнти, які містяться в свіжих овочах, фруктах, грибах, насіннях, горіхах, спеціях, водоростях, проростках, продуктах бджільництва, суперфудах.
  - Поліфеноли — це різноманітна група природних сполук, які містяться в рослинах і відомі своїми антиоксидантними властивостями. Їх багато у фруктах, овочах, чаї та деяких горіхах. Поліфеноли відіграють вирішальну роль у захисті рослин від стресових факторів навколишнього середовища та сприяють їхньому кольору, смаку та захисту від патогенів. В наукових дослідженнях ці сполуки виявляють потенційну користь для здоров’я, включаючи антиоксидантну[100][106][110], протизапальну[100][110][111][112][113], імуномодулюючу[112][114] та потенційно протиракову дії[115][116][117][118], що призводить до їх дослідження для сприяння загальному здоров’ю[109][100] та благополуччю. Дослідження показують, що споживання продуктів, багатих поліфенолами, може підтримувати здоров’я серця[119][120], покращувати здоров'я травної системи[102][121] та здоров'я печінки[104][105], та знижувати ризик деяких хронічних захворюваньв ключаючи ожиріння, нейродегенеративні захворювання, діабет 2 типу, серцево-судинні захворювання, та інші.[100][122][109]

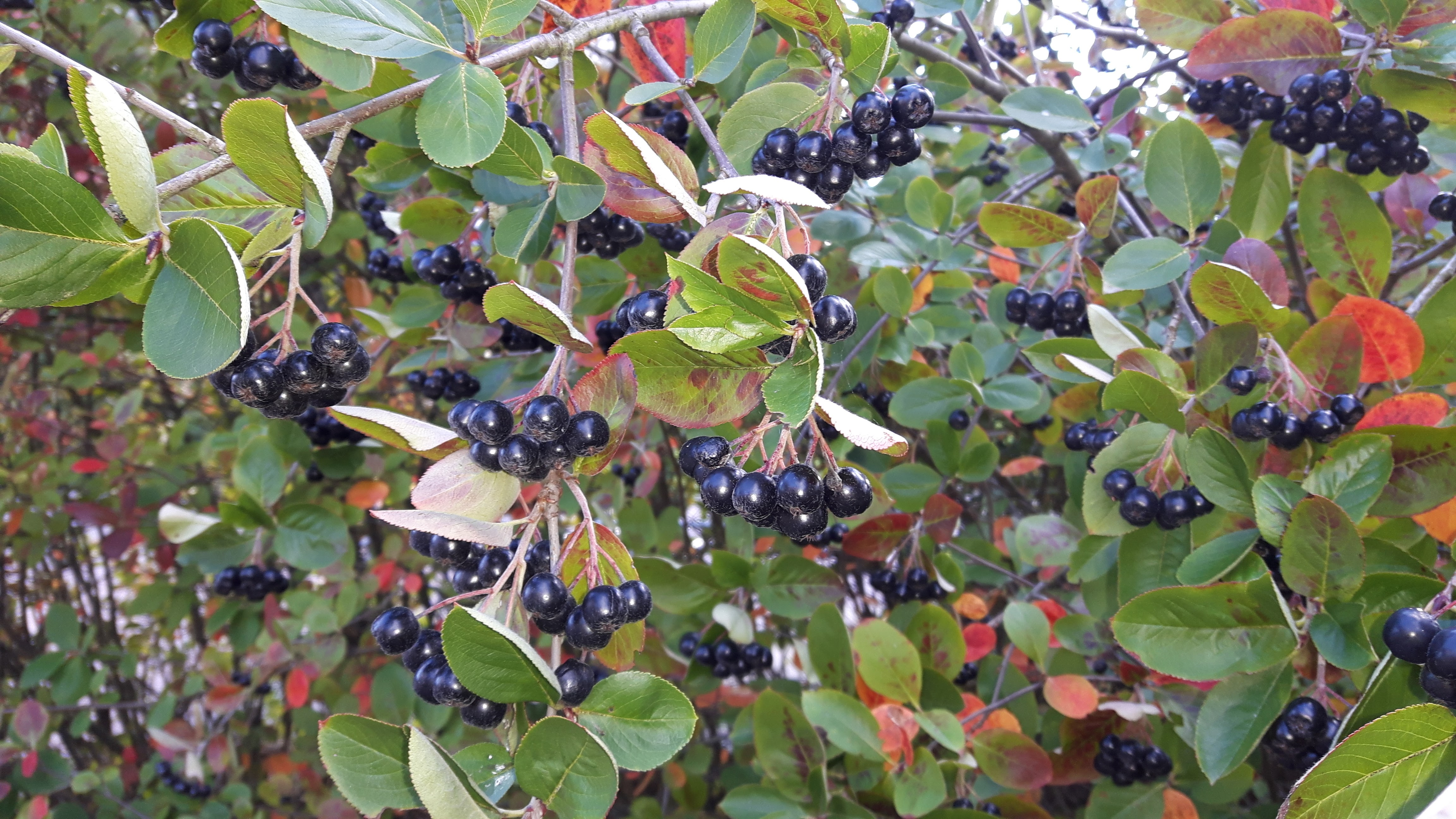
Ягоди аронії (горобина чорноплідна) — одне з кращих джерел антиоксидантів.

- Ягоди аронії (горобина чорноплідна) — одне з кращих джерел антиоксидантів[123].Продукти з найбільшим вмістом антиоксидантів (ORAC/100г)[123]: орегано (175000), розмарин (165000), чебрець (157000), кориця (131000), сичуанський перець сушений (118000), шавлія (120000), порошок ягід асаї (102000), сорго (20000-240000), несолодке сухе темне какао (55000), чорний шоколад (20000-50000), пекан-горіх (18000), аронія (16200), бузина (14400), волоський горіх (13000), ліщина (9600), дика чорниця (7500), журавлина (7300), артишок (7000), ожина (5700), кінза (5150), малина (4800) та чорниця (4200).

Дослідження 2021 року, яке охопило понад 40 тис. сімей у Великій Британії, показало, що регулярне споживання фруктів, овочів та регулярні фізичні вправи підвищують рівень щастя, незалежно від рівня доходів, місця проживання, статі, освіти та вікової групи.
Ще одне рандомізоване клінічне дослідження 2021 року 43 здорових людей у віці від 50 до 72 років показало, що 8 тижнів здорового способу життя — рослинно-орієнтована дієта, достатній та якісний сон, фізичні вправи та активне розслаблення, прийом пробіотиків та фітонутрієнтів — омолодили біологічний (епігенетичний) вік людей у середньому на 3,2 роки (p=0.018).

### Фізичні вправи
Осн. статті — Фізична активність, Фізичні вправи, Фізичне виховання, Фізична культура, Силові тренування, Спорт, Туризм.

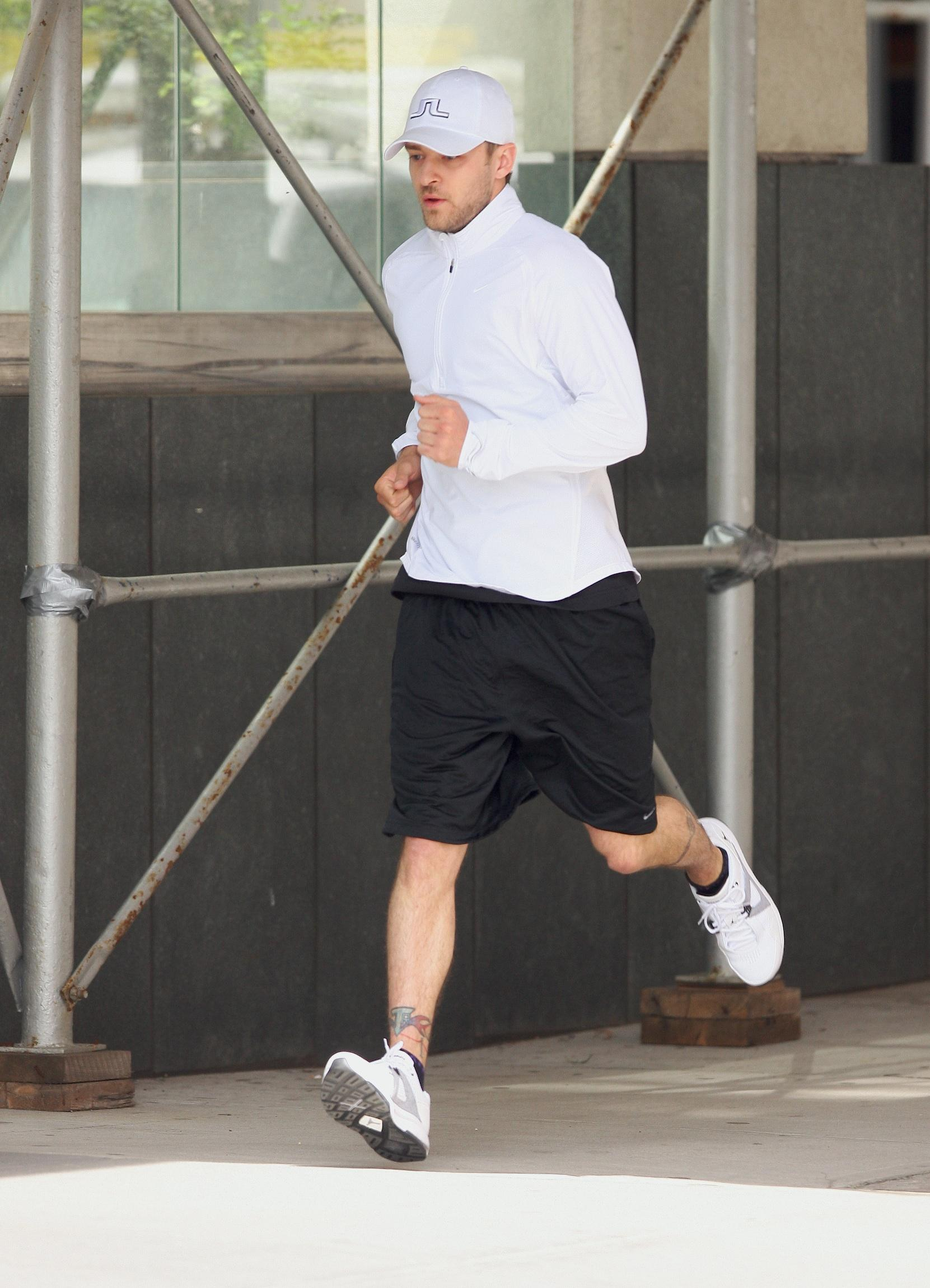
Регулярні помірні фізичні вправи мають значний плив на покращення здоров'я.

Всесвітня організація охорони здоров'я (ВООЗ) вирізняє такі головні позитивні впливи фізичної активності на здоров'я:
- Фізична активність має значні переваги для здоров’я серця, тіла та розуму.
- Фізична активність сприяє запобіганню та лікуванню неінфекційних захворювань.
- Фізична активність зменшує наслідки депресії та тривоги.
- Фізична активність покращує навички мислення, навчання[127] та прийняття рішень.
- Фізична активність забезпечує здорове зростання і розвиток молоді.
- Фізична активність покращує загальне самопочуття.

Люди, які регулярно виконують фізичні вправи здоровіші, щасливіші, живуть довше й молодші епігенетично, та мають нижчий ризик захворюваності, зокрема, на хвороби серця та онкологічні захворювання. Такі люди частіше мають здорову вагу тіла (індекс маси-тіло), більше м'язової тканини та менше жирової.
Дослідження показують, що фізичні навантаження знижують ризики смертності від усіх природних причин, а саме 2,5 години на тиждень (відповідно 30 хвилин помірної активності на день протягом 5 днів на тиждень) порівняно з ніякою активністю, пов'язано зі зниженням ризику смертності від усіх причин на 19 %, тоді як 7 годин помірних навантажень на тиждень — на 24 %.

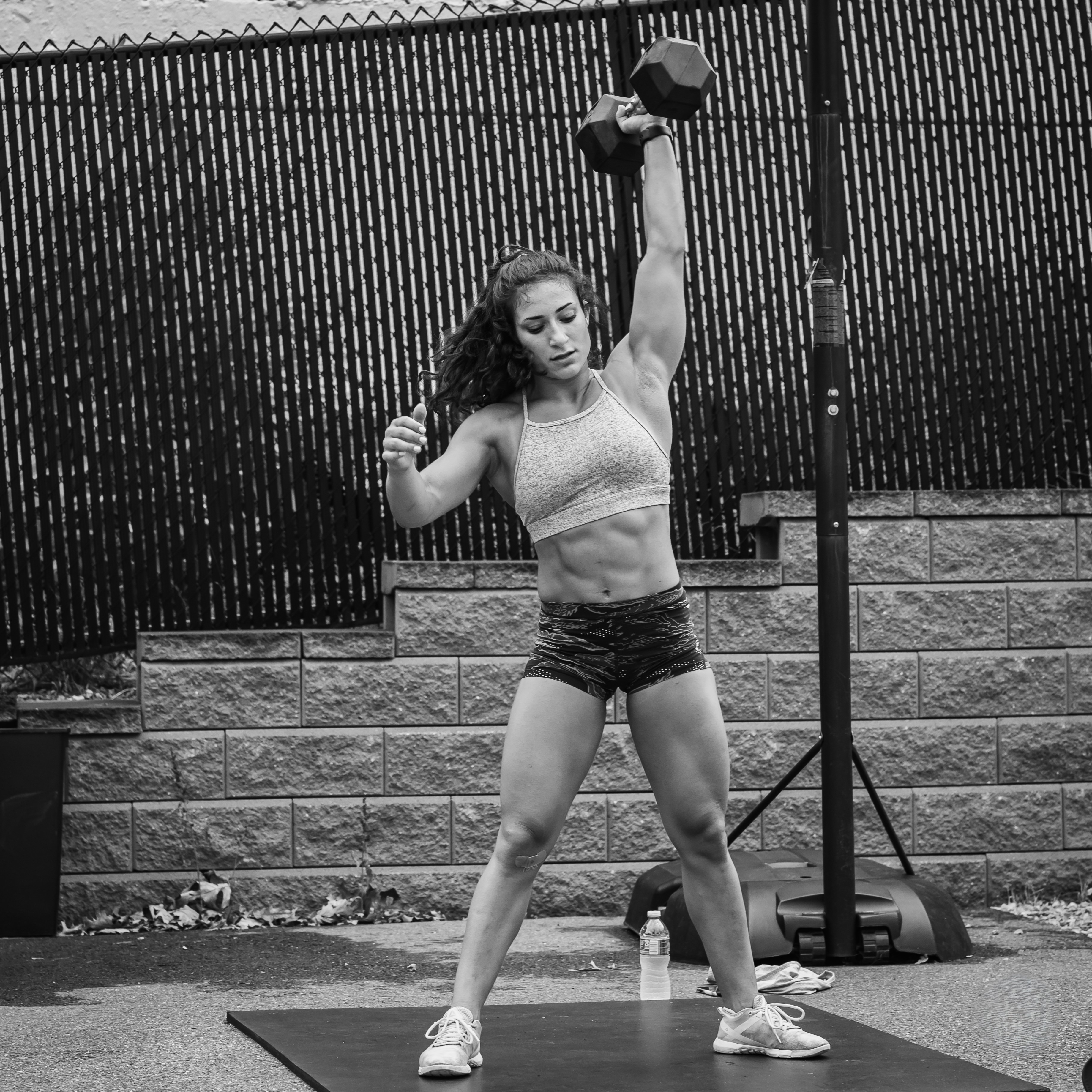
Високоінтенсивне інтервальне тренування є найефективнішим типом тренувань для зменшення жирової маси тіла.

До того-ж довільна фізична активність (фізичні вправи, прогулянки, активний транспорт) пов'язана з нижчим рівнем смертності від усіх причин, натомість важка фізична активність на роботі чи городі, не має такого здорового впливу на організм або обумовлена вищим рівнем фізичної завантаженості, що може бути пов'язано з меншим внеском аеробного навантаження під час фізичної роботи. Таким чином, дозвільна фізична активність потрібна і для людей, залучених до важкої фізичної праці.
Регулярні фізичні вправи є потужним регулятором чутливості до інсуліну та загального системного метаболізму як через швидкі реакції, викликані кожним тренуванням, так і через хронічну адаптацію. Завдяки цьому, регулярні фізичні вправи значно знижують ризики хронічних метаболічних захворювань, зокрема діабет 2 типу та неалкогольну жирову хворобу печінки.
Добровільні фізичні вправи можуть покращити навчання та розумову працездатність, покращити нейропластичність і пам'ять (покращити кровотік в мозку, підвищити рівень нейротрофічного фактора мозку (BDNF) та інших факторів росту), стимулювати нейрогенез та підвищити стійкість мозку до негативних чинників. З’являється все більше доказів того, що регулярні фізичні вправи можуть сприяти мітохондріальному біогенезу в нейронах мозку, що може сприяти покращенню когнітивних функцій і настрою. Це призвело до зацікавленості у використанні фізичних вправ як немедикаментозного лікування нейродегенеративних розладів та інших неврологічних станів. Дослідження протягом 44 років 1462 жінок віком від 38 до 60 років показало, що висока фізична підготовленість сповільнила вік початку деменції на 9,5 років порівняно з середньою фізичною підготовленістю. Дослідження 2022 року показало, що кількість фізичної активності позитивно корелює з масою сірої речовини мозку.
Також ціла низка наукових досліджень доводить дієвість використання крокомірів або подібних мобільних застосунків, для підвищення рівня фізичної активності, і навіть доводить, що їх використання сприяє поліпшенню стану здоров'я людей. Вони показують, що після початку використання крокоміра, рівень фізичної активності людей підвищувався, а разом із ним покращувалися й їхні фізичні показники.

### Сон

#### Достатній
Рекомендована тривалість сну:
- Погодинні рівні мелатоніну (гормону сну) — систематичний огляд 18 досліджень[142].Для дорослих 7-9 годин

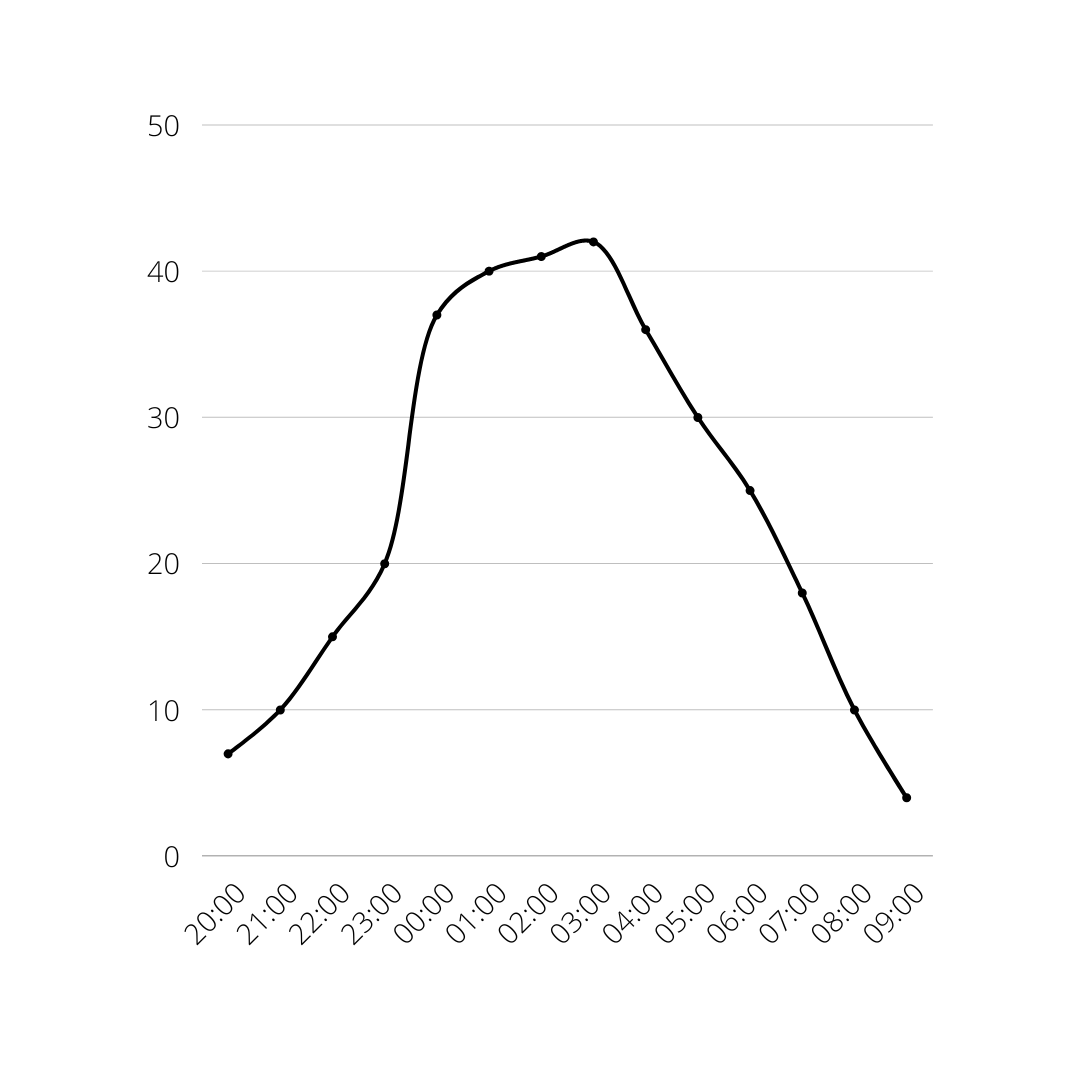
Погодинні рівні мелатоніну (гормону сну) — систематичний огляд 18 досліджень.

- Для підлітків 13-18 років 8-10 годин
- Для дітей 6-12 років 9-12 годин
- Для дітей 3-5 років 10-13 годин
- Для дітей 1-2 років 11-14 годин
- Немовлята 4-12 місяців 12-16 годин
- Новонароджені 0-12 місяців 14-17 годин

#### Якісний
Якісний та достатній сон — це основа здоров'я.
Основні поради щодо покращення сну:
- Спати в цілковитій темряві. Навіть дуже тьмяне світло в кімнаті під час сну може погіршити якість сну та вплинути на роботу серцево-судинної й ендокринної систем[144]. Природньо спати в повній темряві тому на ніч варто вимикати будь-яку світлотехніку.
- Спати з доступом свіжого повітря, за температури 18-22 градуси Цельсія[145], тримаючи ноги в теплі.

Штучне освітлення (екрани пристроїв), як і сонячне, блокує виділення гормону сну

- Штучне освітлення (екрани пристроїв), як і сонячне, блокує виділення гормону снуПісля заходу Сонця та, особливо, за кілька годин до сну уникати синього спектру світла (екрани, монітори, телефон, "холодне" світло ламп), який природньо є тільки в першій половині доби сонячного світла. Синій спектр світла перешкоджає виділенню мелатоніну (гормону сну)[146][147] і суттєво погіршує якість сну[148]. Особливо важливо не вмикати світло та не дивитись на екрани пристроїв посеред ночі, бо це значно та різко знизить рівень мелатоніну[146] і збільшить рівень адреналіну в мозку[149], що вкрай погіршить якість сну. За потреби користування світлом вночі доцільно застосовувати тьмяні лампи червоного кольору[150] (або максимально теплого) та фільтри синього спектру на екранах електронних пристроїв[151].
- Уникати пізньої вечері — це суттєво погіршує якість сну, виділення мелатоніну (гормону сну) та соматотропіну (гормону росту та молодості) [152][153].
- Уникати пробуджень вночі. Синтез соматотропіну[154][155] (гормону росту) можливий тільки в фазу глибокого сну, а глибокий сон настає приблизно через годину після засинання. Соматотропін має широкий спектр дії на різні фізіологічні системи та на рівновагу інших гормонів, і їх неврівноваженість суттєво впливає на рівень здоров'я та самопочуття[143].
- Кофеїн-вмісні напої вживати лише в першій половині дня[156]. Кофеїн, зазвичай, міститься в каві, чаї, енергетичних напоях, спортивному харчуванні, ноотропах та деяких ліках. Огляд 2023 року, опублікований в Sleep medicine reviews, прийшов до висновку, що щоб уникнути скорочення загального часу сну, каву (107 мг кофеїну) слід вживати принаймні за 8,8 години до сну, а стандартну порцію добавки предтренувального клмплексу (217,5 мг кофеїну) слід споживати принаймні за 13,2 години до сну.[157]
- Алкоголь[158], так само як і пізня вечеря, суттєво погіршує якість сну, виділення мелатоніну[159][160][161] та соматотропіну[162].
- Одразу після пробудження випити склянку води[25] та в першу годину отримати якнайбільшу кількість сонячного світла в очі[132][163] (уникати прямого погляду на Сонце) та на шкіру — це збуджує фізіологічні системи тіла[147] і зарядить енергією на цей день[132][164].

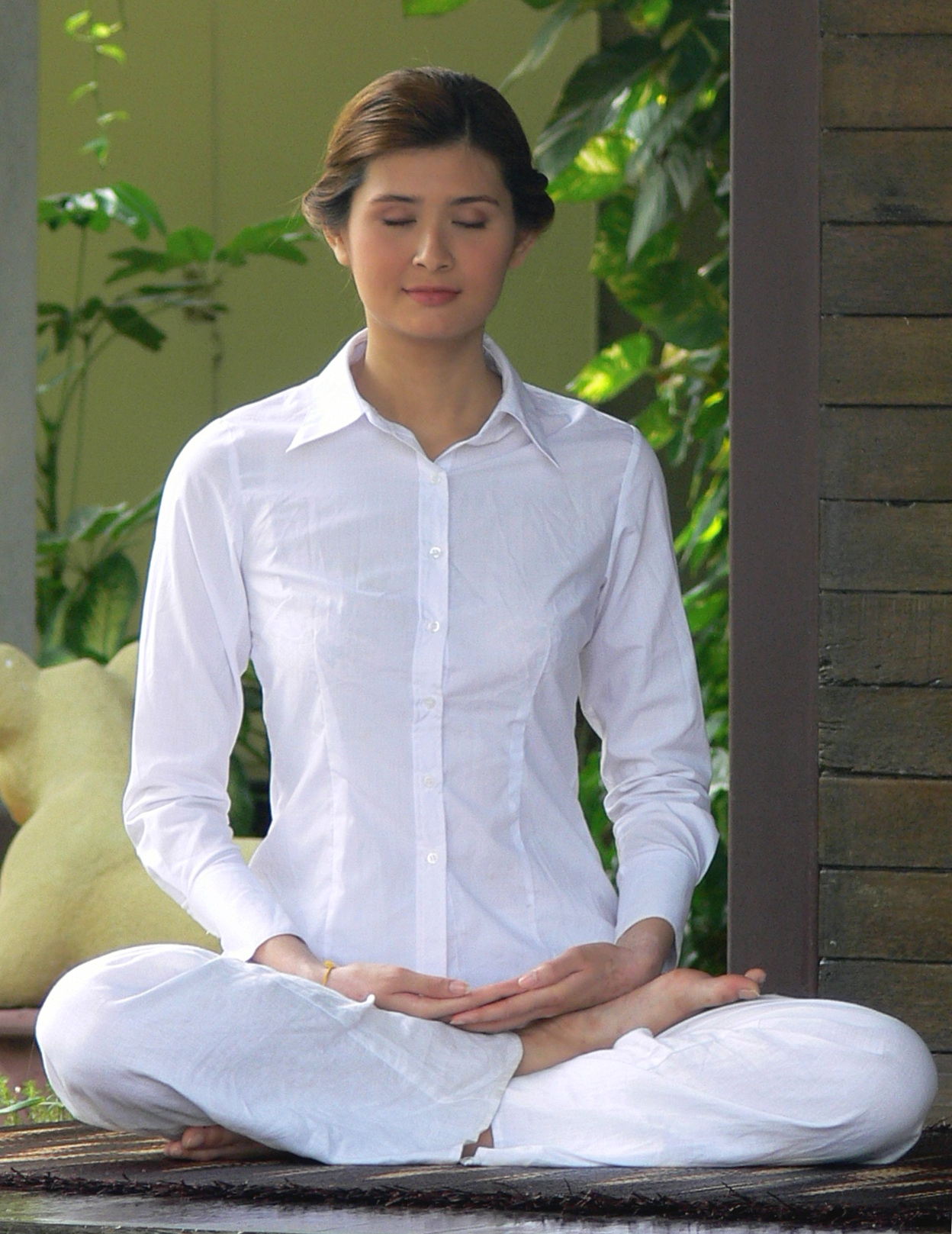
Дівчина медитує.

### Психічна та психологічна рівновага
Максимізація рівня кортизолу (гормону стресу) вранці допомагає зменшити рівень стресової реакції протягом дня та приборкати хронічний стрес.
Щоб бути енергійним та стресостійким протягом дня, потрібно свідомо і самотушки збільшити власний рівень кортизолу вранці. Для максимізації кортизолу вранці можливо:
- Дивитись на Сонце 15-20 хвилин одразу після пробудження (уникати прямого погляду на яскраве Сонце) — це сигнал для мозку та гормональної системи, що "ніч закінчилась, тіло прокинулось" і потрібно збільшувати рівень енергії в тілі. Уникати прямого погляду на Сонце, але максимізувати кількість сонячного світла в першу годину після сну вранці;
- Аеробні тренування — розминка, ходьба, біг, плавання, велосипед тощо;
- Анаеробні тренування — силові тренування (воркаут, тренажерний зал, бойові мистецтва тощо);
- Холодові тренування — холодний душ, холодна чи навіть крижана ванна, біг в майці взимку, поступове моржування. Цікавий факт, Амосов М.М. бігав до 86 років в майці і в шортах взимку, і лише при -10 та холодніше вдягав штани та вітровку.[165]

Ввечері, навпаки, високий рівень кортизолу буде збільшувати «поганий стрес», погіршувати сон, психічну рівновагу, погіршувати здоров'я мікробіому та загалом рівень здоров'я та самопочуття.
Тому ввечері бажано не збільшувати власний рівень кортизолу стресовими чинниками, надмірними тренуваннями, загартовуванням та надмірним ярким світлом, особливо синього спектру, — все це збільшить рівень кортизолу, погіршить якість сну та зменшить резистентність та енергійність організму.

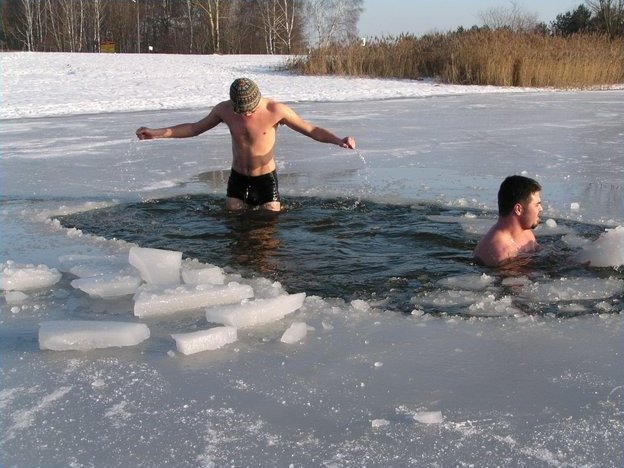
Загартовування потребує поступовості — починати потрібно з відносно легких стресових навантажень (контрастний душ).

### Загартовування
Загартовування — це свідоме використання безпечних стресових чинників для збільшення енергійності й опірності (резистентності) свого тіла, для пришвидшення відновлення після тренувань, та для покращення загального здоров'я та самопочуття.
Загартовування базується на принципі "гормезису" — стимулюючої дії помірних доз стресорів (стресових чинників).
- Загартовування холодом — холодний душ, крижана ванна, моржування, купання в ополонці, кріосауна.
- Загартовування теплом — лазня, сауна, інфрачервона сауна, курортотерапія.
- Загартовування низьким чи високим парціальним тиснем кисню — барокамера, гіпоксична терапія.
- Загартовування голодом — інтервальне голодування, довготривале голодування на воді (36-72 годин).

## Причини погіршення здоров'я

### Недостатній та неякісний сон

#### Недостатній сон
Добова потреба у сні є індивідуальна, в середньому 7-9 годин для дорослих, 8-12 годин для дітей шкільного віку та 13-17 годин для дітей 0-5 років.
Для відновлення від тривалої нестачі сну, потрібно більше сну, ніж зазвичай.

#### Неякісний
- невідповідність добовим ритмам[167] мелатоніну[168] та інших гормонів;
- потрапляння синього спектру світла на сітківку очей після заходу Сонця та, особливо, перед сном та під час сну[146][147][148];
- відсутність повної темряви під час сну[144];
- шум;
- якість повітря;
- електромагнітне випромінювання;
- дегідратація та гіпергідратація (і, як наслідок, ніктурія - нічні поклики до сечовипускання);
- вживання стимуляторів ЦНС у другій половині дня (кофеїн[156], таурин);
- вживання їжі за 2-3 години до сну.

### Неадекватне харчування
Наука, котра вивчає притаманні певній людині,особливості фізіології харчування — нутрігенетика. Наука, що вивчає вплив конкретних продуктів харчування на експресію генів — нутрігеноміка. Оптимальне харчування, є неповторним для кожного і змінюється протягом життя, хоча основні засади є загальними.

#### Шкідливе
Шкідливе харчування часто спричинене споживанням низькоякісних продуктів із високим вмістом калорій, але низьким вмістом поживних речовин. Такі види їжі можуть призвести до дефіциту поживних речовин, метаболічного синдрому й ожиріння, та хронічних захворювань, таких як діабет, хвороби серця та онкопатології. Деякі типові приклади поганого харчування включають більшість фастфуду, солодкі напої, оброблені закуски та високорафіновані вуглеводи, як цукор та солодощі на основі цукру.
Продукти з достовірно негативним впливом на здоров'я:
- Штучні жири (транс-жири)[63][64][65] — серцево-судинні хвороби, запалення.
- Цукор та продукти з доданим цукром[169][170][171][172][173][174] — викликають залежність, інсулінорезистентність, запалення і, як наслідок, метаболічні порушення, серцево-судинні хвороби, хвороби печінки, онкопатології тощо.
- Продукти з великою кількістю хімічних харчових добавок — консерванти[175][176][177], емульгатори[178], штучні барвники[179][180][181][182], штучні підсолоджувачі (сахарин, сукралоза, аспартам)[183][184][185][186][187] — порушення здорової мікробіоти кишки, з різноманітними наслідками; алергічні прояви.
- Надмірне споживання смажених та копчених м'ясних продуктів[188][189][190][191][192][193][194][195][196][197], особливо, червоного м'яса та м'ясних напівфабрикатів[198][199][200] — має значний канцерогенний ефект.

#### Неповноцінне чи недостатнє
Неповноцінне харчування виникає, коли людина не споживає достатньо необхідних поживних речовин для задоволення своїх щоденних потреб. Це може статися через низку причин, таких як бідність, відсутність продовольчого різноманіття, дієтичні обмеження або незбалансоване харчування. Це може призвести до дефіциту поживних речовин, що може мати серйозні наслідки для здоров’я. Деякі поширені приклади неадекватного харчування включають низьке споживання фруктів і овочів, цільнозернових продуктів, нежирних білків і здорових жирів.

#### Надлишкове
Осн. статті: Метаболічний синдром, Ожиріння, Схуднення.
Надмірне або недостатнє споживання певних поживних речовин також може мати негативні наслідки для здоров’я. Наприклад, надмірне споживання насичених і трансжирів, доданого цукру може призвести до збільшення ваги, рівнів кров’яного тиску та різних хронічних захворювань.
Станом на 2016 рік, за даними Всесвітньої організації охорони здоров'я — 58,4 % українців старше 18 років мали зайву вагу, а 25 % страждали на ожиріння. Для прикладу, 1990 року, зайву вагу в Україні мало — 48,9 % населення.
Раціональне харчування, дієта, фізичні вправи, інтервальне голодування — основні методи боротьби з метаболічним синдромом та ожирінням. Інтервальне голодування призводить до більшої втрати ваги, порівняно з дієтою з обмеженим вмістом калорій. Високоінтенсивне інтервальне тренування є найефективнішим типом фізичної активності для зменшення маси тіла.

### Недостатня фізична активність
Осн. статті: Гіподинамія; Фізична активність, Фізичні вправи, Фізична культура, Силові тренування.
Гіподинамі́я — це спосіб життя, при якому людина фізично неактивна і мало або взагалі не виконує фізичної активності та фізичних вправ.
Поширеність гіподинамії зростає у зв'язку зі збільшенням обсягів офісної роботи та зменшенням рухової активності. Гіподинамія з часом може призводити до порушення функцій організму (опорно-рухового апарату, кровообігу, дихання, травлення).
Сидіння, особливо без частих перерв, пов'язане з підвищенням смертності від усіх причин, до того ж фізична активність цілком не покриває шкоду від сидіння.
Екранний час — це термін, який позначає час, який людина проводить, дивлячись на екран телевізора, монітора комп’ютера чи мобільного пристрою. Надмірний час перед екраном пов’язаний із негативними наслідками для здоров’я.

### Хронічний стрес та психічні навантаження
Осн. статті: Стрес, Психічні розлади; Психічне здоров'я, Соціальна психологія, Духовність.

### Шкідливі звички
Осн. статті: Алкоголізм, Тютюнопаління, Наркоманія.
До шкідливих звичок також належать переїдання, надмірне споживання кави, гемблінг, надмірне перебування в інтернеті.
Надмірний час перед екраном пов’язаний із негативними наслідками для здоров’я.

### Старіння організму
Осн. статті: Старіння, Механізми старіння, Деменція; Омолодження, Збільшення тривалості життя.
Старіння і здоров'я взаємопов'язані. Погане здоров'я призводить до старіння організму, а старіння організму призводить до ще більшого погіршення здоров'я.
Механізми старіння і, як наслідок, погіршення здоров"я:
Основні механізми
Первинні ознаки є основними причинами пошкодження клітин.
- Нестабільність геному
- Епігенетичні зміни
- Вкорочення теломер
- Втрата протеостазу

Антагоністичні механізми
Антагоністичні механізми — це антагоністичні або компенсаторні реакції на пошкодження, викликані первинними механізмами.
- Дерегульоване визначення поживних речовин (англ. nutrient sensing)
- Мітохондріальна дисфункція
- Клітинне старіння (сенесценція)

Інтегративні механізми
Інтегративні механізми є функціональним результатом двох попередніх груп механізмів, які призводять до подальшого погіршення функціонування, пов’язаного зі старінням.
- Виснаження стовбурових клітин
- Змінена міжклітинна комунікація

Додаткові механізми
Перші три були запропоновані різними вченими і додані авторами статті 2013 року про 9 механізмів старіння в оновленій статті 2023 року. Четвертий запропонований іншими вченими, включно з Обрі де Греєм.
- Відключена макроаутофагія
- Хронічне запалення
- Дисбіоз
- Порушення міжклітинного матриксу

На кожен з цих 9+4 механізмів старіння можливо позитивно вплинути, тобто досягти омолодження біологічного віку молекул, клітин, тканин, органів та організму в цілому, що вивчає геронтологія, епігенетика, нутрігеноміка та інші дисципліни.
Дослідження протягом 44 років 1462 жінок віком від 38 до 60 років показало, що висока фізична підготовленість сповільнила вік початку деменції на 9,5 років порівняно з середньою фізичною підготовленістю.
Рандомізоване клінічне дослідження 2021 року показало, що лише 8 тижнів здорового способу життя (переважно рослинна дієта + вітаміни + регулярна фізична активність) омолодили біологічний вік (епігенетичний) людей у середньому на 3,2 роки (p=0.018).

## Розуміння сфер або складових здоров'я

Джогінг у фізичному вихованні дитини.

### Здоров'я
Світова наука розробила цілісний погляд на здоров'я як явище, що поєднує принаймні чотири його сфери або складові — фізичну, психічну (розумову), соціальну (суспільну) і духовну. Всі ці складові невід'ємні одна від одної, вони тісно взаємопов'язані і саме разом, у сукупності визначають стан здоров'я людини. Для зручності вивчення, полегшення методології дослідження здоров'я як явища, наука розрізняє тлумачення фізичного, психічного, соціального і духовного здоров'я.
Всі чотири складові: соціальна, духовна, фізичні та психічна — діють одночасно і їх поєднаний вплив визначає стан здоров'я людини як цілісного складного явища.

#### Фізичне здоров'я
До сфери фізичного здоров'я відносять фенотипічні та генотипові прояви, перебігу фізіологічних функцій організму в різних умовах спокою, руху, довкілля, генетичної спадковості, рівня фізичного розвитку органів і систем організму.

Підтягування на перекладині (тренування м'язів спини та верхніх кінцівок)

#### Психічне здоров'я
На стан психічного здоров'я впливають окремі особливості психічних процесів і властивостей людини, наприклад збудженість, емоційність, чутливість. Психічне життя особистості складається з потреб, інтересів, бажань, заохочень, установок, мети, уявлень, почуттів тощо. Психічне здоров'я людини пов'язано з особливостями мислення, характеру, здібностей. Всі ці складові і чинники обумовлюють тонкощі індивідуальних реакцій на однакові життєві події, ймовірність нервових зривів, надмірного збудження.

#### Духовне здоров'я

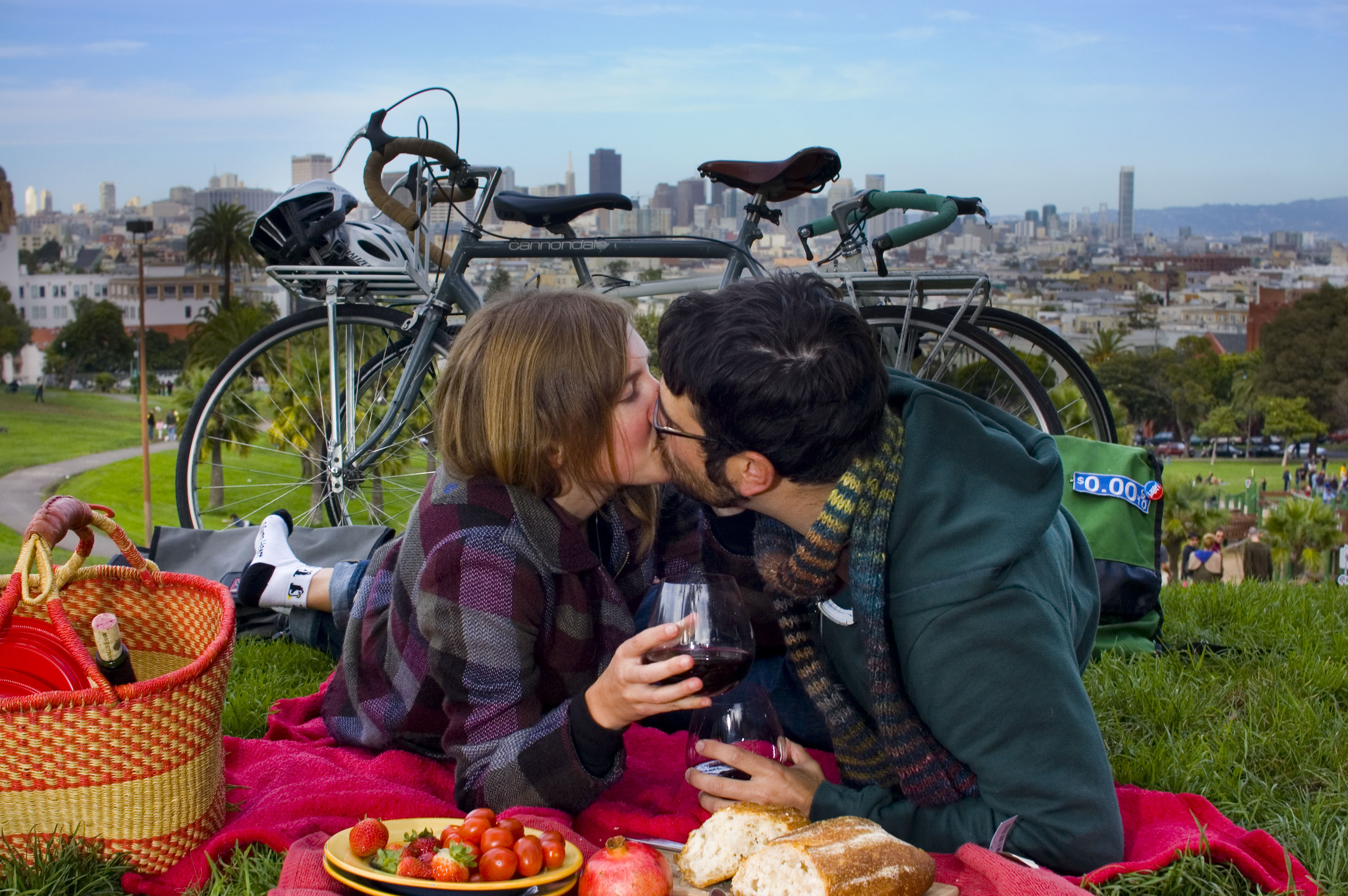
Пікнік на природі

Духовне здоров'я залежить від духовного світу особистості, зокрема складових духовної культури людства — освіти, науки, мистецтва, релігії, моралі, етики. Свідомість людини, її цінності, життєве самовизначення, ставлення до сенсу життя, оцінка справдження своїх здібностей і можливостей щодо власних ідеалів і світогляду — все це обумовлює стан духовного здоров'я особистості.

#### Соціальне здоров'я
Соціальне здоров'я пов'язано з економічними чинниками, взаєминами людини зі структурними одиницями соціуму — родиною, організаціями, з якими утворюються соціальні зв'язки, праця, відпочинок, побут, соціальний захист, охорона здоров'я, безпека існування тощо. Впливають міжетнічні стосунки, вагомість різниці у прибутках різних соціальних прошарків суспільства, рівень матеріального виробництва, техніки і технологій, їхній суперечливий вплив на здоров'я взагалі. Ці чинники і складові створюють відчуття соціальної захищеності (або незахищеності), що суттєво позначається на здоров'ї людини. У загальному вигляді соціальне здоров'я визначається характером і рівнем розвитку головних сфер суспільного життя в певному середовищі — економічної, політичної, соціальної, духовної.

## Люди які сформували бачення здорового образу життя у суспільства
- Гіппократ — грецький лікар (близько 460 до н. е. — бл. 370 до н. е.), який вважається одним з основоположників медицини. В основі здоров'я та його відновлення, Гіппократ бачив саме здоровий спосіб життя (цілісний й ощадливий підхід, здорове харчування, психічне здоров'я, фізичну активність).
- Амосов Микола Михайлович — український хірург, академік Національної академії наук України та Академії медичних наук України, доктор медичних наук, новатор і винахідник у галузях торакальної та кардіохірургії, біокібернетики, геронтології, профілактичної медицини та валеології, соціальної медицини, соціальної інженерії, когнітивістики, штучного інтелекту.
- Апанасенко Геннадій Леонідович — доктор медичних наук, професор, Заслужений працівник освіти України (2003).
- Пол Брегг — американський дієтолог, засновник руху за здорове харчування. Розробник оригінальних технік дихання, голодування і дієти.
- Дональд Вотсон — британський громадський діяч, засновник «веганського суспільства» і автор терміна веган.
- Іванов Порфирій Корнійович — творець оздоровчої системи з низкою незнаних раніше ідей.
- Діпак Чопра[en]).
- Денис Мінін — проповідник здорового способу життя. Просуває «Street WorkOut».
- Вім Хоф — відомий як Крижана Людина, голландський екстремальний атлет, популяризатор дихальних вправ, медитацій та загартовувань холодом.
- Ендрю Губерман — американський нейробіолог і доцент кафедри нейробіології Медичної школи Стенфордського університету, який зробив значний внесок у дослідження розвитку мозку, нейропластичності та регенерації нервової системи. Веде один з найпопулярніших подкастів на тему здорового способу життя.

### Книги
Українські
- Основи здорового способу життя. Практичні заняття. (навч. посібник для студентів). І. Ю. Карпюк, Т. К. Обезюк. — Київ, КПІ ім. Ігоря Сікорського, 2022.
- Валеологія чи Медицина 4Р? Як уникнути інфаркту, інсульту та діабету. Апанасенко Г. Л. — Медкнига, 2020. ISBN 978-966-1597-74-6. (c. 144)
- Формування здорового способу життя. .(навч.-метод. рекомендації) / Т. Андріученко, О. Вакуленко та ін.  – Київ: ДУ «Державний інститут сімейної та молодіжної політики», 2018. – 100 с.
- Основи медичної валеології. Навчальний посібник. (вид. 2-ге). Якобчук А. В., Курик О. Г. — Київ: Ліра-К, 2017. — 244 с. ISBN 978-966-2609-51-6
- Індивідуальне здоров'я: теорія та практика. Апанасенко Г. Л., Попова Л. А. — Медкнига, 2011. ISBN 978-966-1597-10-4. (c. 108)
- Вода і їжа: правила здоров'я. Апанасенко Г. Л. — Медкнига, 2010. ISBN 978-966-1597-01-2. (c. 72)
- Міхеєнко О. І. Валеологія: Основи індивідуального здоров'я людини. Університетська книга, 2009. — 400 с. ISBN 978-966-680-434-4
- Амосов М. М. Здоров'я. — ДСГ, 2005. — 120 с.
- Нестеренко В. В. Підготовка майбутніх педагогів до виховання у дошкільнят навичок здорового способу життя: Автореферат дисертації… кандидата педагогічних наук. — Одеса: ПДПУ, 2003. — 20 с.
- Литвин-Кіндратюк С. Д., Кіндратюк Б. Д. Народознавство та організація здорового способу життя школярів / АПН України; Прикарпатський ун-т ім. В.Стефаника. — Івано-Франківськ: Плай, 1997.- 279 с.
- Амосов М. М. Роздуми про здоров'я / Н. М. Амосов. – 3-е изд., доп. и перераб. – Київ: Здоровʼя, 1990 –167 с.
- Амосов М. М. Моя система здоров'я / Н. Амосов // рос. Наука и жизнь. – 1998. – № 5. – С. 28-35; № 6. – С. 32-41; № 7. – С. 48-52.
- Амосов М. М. Фізична активність та серце / Н. Амосов, Я. Бендет. – Київ: Здоровʼя, 1989. – 216 с.
- Медицина як інтегральна складова культури українського народу. Пиріг Л. // Українознавство: стан, проблеми, перспективи розвитку.- К.:ВПЦ «Київ. ун-т», 1993. — С. 54-56;
- Петрик О. І. Медико-біологічні та психолого-педагогічні основи здорового способу життя: Курс лекцій / Навч. посіб. для студентів ун-тів та пед. ін-тів.- Львів: Світ, 1993.- 119 с.;

Світові
- Hyman Mark (2023). Young Forever: The Secrets to Living Your Longest, Healthiest Life. ISBN 978-0316453189.
- Short Emma (2021). A prescription for healthy living: a Guide to Lifestyle Medicine. London: Academic Press, Elsevier. ISBN 978-0-12-821573-9.
- Junjie Xiao (2020). Physical Exercise for Human Health. Springer. ISBN 978-981-15-1791-4.
- Sinclair David A. (2019). Lifespan: why we age - and why we don't have to. New York, London, Toronto, Sydney, New Delhi: Atria Books. ISBN 978-1-5011-9197-8.
- Matthew Walker (2018). Why we sleep: unlocking the power of sleep and dreams. New York, London, Toronto, Sydney, New Delhi: Scribner. ISBN 978-1-5011-4431-8.

### Журнали
- American Journal of Lifestyle Medicine
- Lifestyle Genomics
- American Journal of Public Health
- Health and Place
- Health and Quality of Life Outcomes
- Journal of Nutrition
- Nutrition
- Journal of Happiness Studies